# Big Three (tennis)
Big Three è il soprannome con il quale viene identificato il gruppo di tre tennisti composto da Novak Đoković, Roger Federer e Rafael Nadal.
Dall'Australian Open 2003 al US Open 2023, il trio ha dominato il circuito singolare maschile vincendo 66 degli 84 titoli (79%) del Grande Slam, raggiungendo anche 97 finali durante questo periodo. Đoković detiene il primato assoluto di titoli totali Slam vinti, con 24, seguito da Nadal (22) e Federer (20). Nello stesso periodo hanno vinto complessivamente 18 Australian Open, 18 Roland Garros, 17 Wimbledon e 13 US Open. I tre hanno vinto 18 Slam consecutivi dal Roland Garros del 2005 a Wimbledon nel 2009, 11 Slam consecutivi dall'Australian Open del 2010 al Wimbledon del 2012 e 13 di fila dall'Australian Open 2017 all'Australian Open 2020. Uno dei Big Three è stato numero 1 ATP a fine anno dal 2004 al 2021, a eccezione del 2016 (17 anni su 18). Hanno occupato insieme otto volte le prime tre posizioni della classifica ATP a fine anno: 2007, 2008, 2009, 2010, 2011, 2014, 2018 e 2019.
Federer, Nadal e Đoković hanno completato il Career Grande Slam vincendo tutti e quattro i tornei almeno una volta in carriera. Nadal e Ðoković hanno anche vinto una medaglia d'oro rispettivamente alle Olimpiadi del 2008 e alle Olimpiadi del 2024 completando il Career Golden Slam; il serbo ha anche vinto ogni torneo del Grande Slam almeno tre volte. I Big Three detengono il record di vittorie in tre delle quattro prove dello Slam in era Open (Nadal con 14 Roland Garros, Đoković con 10 Australian Open, Federer con 8 Wimbledon e 5 US Open), nelle ATP Finals, nei Masters 1000, e negli ATP 500.
Sempre loro 3 sono in cima alla classifica di vittorie dei "Big Titles" (i tornei del Grande Slam, le ATP Finals, i Masters 1000 e le Olimpiadi) con 71 successi per il serbo, 59 per lo spagnolo e 54 per lo svizzero. Nelle ATP Finals, Đoković e Federer hanno vinto 11 titoli su 13 dal 2003 al 2015 e 2 nel 2022 e 2023, dove Đoković guida con 7 vittorie.
Nei Masters 1000 i Big Three sono i primi tre giocatori per numero di titoli vinti. Đoković guida la graduatoria con un record di 40 vittorie, seguito da Nadal con 36 e Federer con 28. Il serbo ha ottenuto il Career Golden Masters vincendo ciascuno dei nove eventi Masters 1000, un'impresa che ha completato due volte. I tre sono gli unici tennisti della storia ad aver disputato almeno una volta la finale di tutti e nove i tornei.
Nelle tre Olimpiadi disputate tra il 2008 e il 2016, i Big Three hanno vinto tre medaglie d'oro (Nadal una in singolo e una in doppio, Federer una in doppio), una medaglia d'argento (Federer) e una medaglia di bronzo (Đoković, anch'egli poi medaglia d'oro olimpica, nel 2024, dopo aver superato anche Nadal).
I tre hanno anche svolto un ruolo fondamentale nel portare i propri paesi alla vittoria in Coppa Davis. Đoković e Federer hanno aiutato rispettivamente la Serbia (nel 2010) e la Svizzera (nel 2014) a vincere la competizione per la prima volta, mentre Nadal ha guidato la Spagna a vincere cinque edizioni. Đoković è arrivato in finale anche nell'edizione 2013, persa contro la Repubblica Ceca. Djokovic e Nadal si sono affrontati anche nella finale dell'edizione inaugurale della nuova ATP Cup del 2020 dove a prevalere fu la Serbia di Đoković.
Đoković e Federer sono stati numeri 1 della classifica ATP per più di 300 settimane a testa, mentre Nadal lo è stato per più di 200. Hanno mantenuto il primo posto del ranking ininterrottamente dal 2 febbraio 2004 al 7 novembre 2016 (un dominio lungo quasi 13 anni) e successivamente per altri 4 anni e mezzo (dal 21 agosto 2017 al 28 febbraio 2022). Đoković è stato il numero 1 al mondo per un record di 428 settimane (record di tutti i tempi in entrambi i sessi, davanti al precedente record di Steffi Graf di 377 settimane, battuto il 27 febbraio 2023), Federer per 310 settimane, Nadal per 209. Federer è stato numero 1 al mondo per un massimo di 237 settimane consecutive (record assoluto), il serbo per 122 e lo spagnolo per 56.
Đoković ha chiuso al numero 1 del mondo per 8 stagioni (record assoluto), Nadal e Federer 5. Inoltre il loro dominio si estende anche agli altri posti di vertice del ranking ATP.
Nadal è stato numero 2 del mondo per un totale di 387 settimane (record) di cui 160 consecutive (altro record), Federer per 218 settimane totali (46 consecutive) e Đoković per 149 settimane totali (39 consecutive). Federer è stato inoltre numero 3 del mondo per 222 settimane totali (record) di cui 43 consecutive, Đoković per 155 settimane totali di cui 91 consecutive (record) e Nadal per 90 settimane totali. Federer e Nadal guidano la classifica di sempre anche nelle settimane totali di permanenza in top 10 (Đoković è al quarto posto di sempre) con Nadal che detiene il record di settimane consecutive trascorse in top 10 (912 settimane consecutive, dal 25 aprile 2005 al 19 marzo 2023).
I tre guidano anche la classifica degli anni consecutivi con almeno un titolo vinto (20 anni per Djokovic, 19 per Nadal, 15 per Federer).

## Storia

Numero di Slam vinti fino al 2021 dai Big Three

### Era di Federer

#### Wimbledon 2003-2004: il dominio di Federer
I primi anni 2000 sono stati un periodo di transizione nel tennis, con i campioni più anziani che si ritiravano e alcuni giovani che emergevano ai vertici. Federer giocò per la prima volta nell'ATP Tour a 17 anni nel 1998, a partire dal 2000 si dedicò esclusivamente ai tornei del circuito maggiore e alla fine del 2002 era il nº 6 del mondo. La svolta arrivò nel 2003 quando vinse il suo primo torneo dello Slam a Wimbledon, per poi imporsi nelle ATP Finals e concludere l'anno come nº 2 al mondo dietro Andy Roddick. Federer vinse tre Slam su quattro nel 2004, perdendo solo agli Open di Francia, e finì l'anno come nº 1 al mondo. Nel frattempo Nadal aveva vinto il primo incontro nel circuito ATP a 15 anni nell'aprile 2002, aveva sconfitto Federer nel loro primo incontro nel 2004 a Miami e nell'agosto 2004 aveva vinto il primo titolo ATP a Sopot.

### Era di Federer e Nadal

#### 2005–2007: Continua il dominio di Federer, Nadal domina sulla terra battuta, Djokovic al terzo posto mondiale
Tra il 2005 e il 2007 Federer dominò quasi completamente la scena mondiale. Tra Wimbledon 2005 e gli US Open 2007 conquistò otto Slam su dieci con un record di 67 vittorie e 2 sconfitte in quei tornei. Il 2005 fu l'anno della svolta per Nadal, che vinse 24 incontri consecutivi sulla terra battuta e conquistò il suo primo titolo al Roland Garros, battendo Federer in semifinale. Quell'anno lo spagnolo concluse la stagione al 2º posto mondiale dietro a Federer che rimase al nº 1 per il secondo anno consecutivo.
Il periodo tra il 2005 e il 2007 fu dominato da Federer e Nadal. Vinsero tra loro 11 Slam consecutivi, incontrandosi in ogni finale del Roland Garros e di Wimbledon dal 2006 al 2008. Nadal vinse tre titoli consecutivi agli Open di Francia. Dal 2005 al 2010 conclusero ogni stagione ai primi due posti del ranking mondiale.
Novak Đoković e Andy Murray nacquero a una settimana di distanza, si affrontarono da giovani ed entrambi debuttarono nei tornei del Grande Slam nel 2005. Djokovic fece il suo esordio nell'ATP Tour nel 2004 e Murray nel 2005, periodo in cui molti giovani brillanti si unirono al Tour. Entrambi raggiunsero la top 100 mondiale nel 2005 e la top 20 nel 2006. Djokovic fu tra i due il primo a emergere, iniziando a sfidare regolarmente Federer e Nadal; nel 2007 raggiunse la finale agli US Open, persa contro Federer, e le semifinali al Roland Garros e a Wimbledon, dopo le quali raggiunse per la prima volta la terza posizione mondiale. Quell'anno vinse due Masters 1000 e cinque titoli in totale, finendo l'anno al terzo posto del ranking. Anche Murray si mise in luce e, nonostante fosse stato costretto a rinunciare agli Open di Francia e a Wimbledon per infortunio, concluse il 2007 all'11º posto mondiale.

#### 2008: Predominio di Federer e Nadal, ascesa di Djokovic e Murray

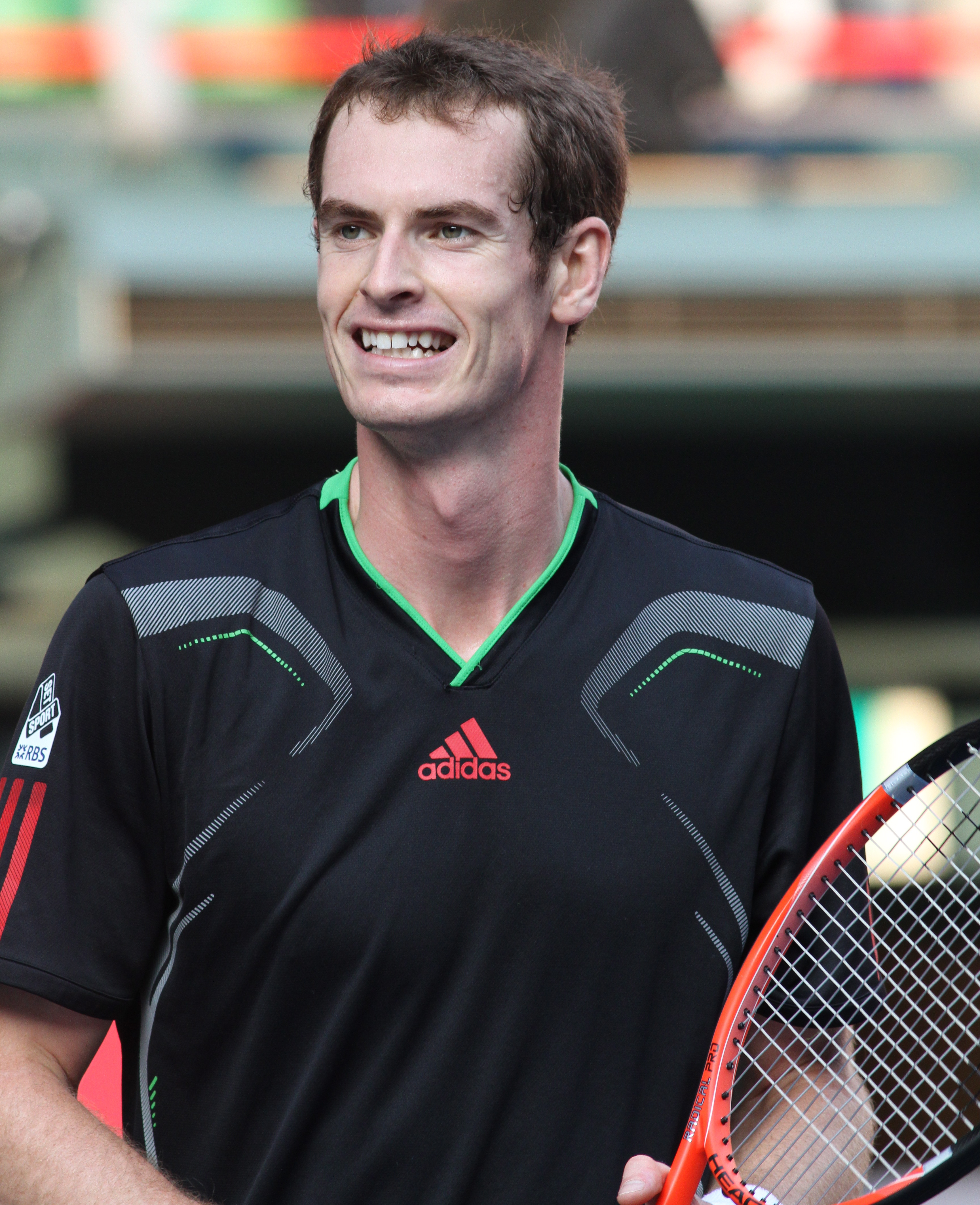
Andy Murray, uno dei 'Big Four' a Tokyo nel 2011

Tra il 2008 e il 2010, Djokovic e successivamente Murray tentarono di porre fine al duopolio di Federer e Nadal al vertice del tennis. Non ci riuscirono ma emersero tra tutti gli altri giocatori del circuito. Agli Australian Open 2008, Djokovic sconfisse Federer in semifinale e raggiunse la sua prima finale nello Slam di Melbourne, ponendo fine alla serie di dieci finali consecutive di Federer. Djokovic sconfisse Jo-Wilfried Tsonga, che aveva eliminato Nadal in semifinale, vincendo il suo primo titolo Slam e diventando l'indiscusso nº 3 del mondo per tutta la stagione. Nel frattempo Murray aveva continuato a salire in classifica e quell'anno raggiunse il suo primo quarto di finale in una prova dello Slam a Wimbledon, perdendo contro Nadal. Vinse inoltre i suoi primi due Masters 1000.
Federer-Nadal rimase la rivalità principale e la coppia si incontrò in finale sia all'Open di Francia che a Wimbledon. Nadal le vinse entrambe, e quella di Wimbledon è stata definita uno dei più grandi incontri di tennis di tutti i tempi. Nell'agosto 2008, dopo aver vinto l'oro in singolare alle Olimpiadi del 2008, Nadal superò Federer in classifica e divenne il nº 1 del mondo, interrompendo il record di Federer di 237 settimane consecutive al vertice.
Gli US Open videro tutti e quattro i giocatori raggiungere per la prima volta le semifinali dello stesso torneo del Grande Slam. Federer sconfisse Djokovic in semifinale, mentre Murray raggiunse la sua prima finale Slam battendo Nadal in quattro set. Federer ebbe la meglio su Murray in finale vincendo il suo quinto titolo consecutivo agli US Open e il suo 13º titolo Major in assoluto, mentre Murray entrò per la prima volta tra i primi quattro del ranking. Tutti e quattro i giocatori si qualificarono per la Tennis Masters Cup 2008, che fu vinta da Djokovic. Nonostante il ritiro da questo evento per infortunio, Nadal concluse l'anno al nº 1 del mondo, davanti a Federer e Djokovic.

### Era dei Big Four

#### 2009-2010: Continua la supremazia di Nadal e Federer, Murray e Djokovic raggiungono il secondo posto mondiale
Nel 2009 il quartetto conservò per la prima volta i primi quattro posti della classifica per un intero anno solare e per la prima volta fu utilizzato il termine "Big Four" per riferirsi ai giocatori, anche se i risultati conseguiti da Nadal e Federer furono migliori rispetto a quelli di Djokovic e Murray, che a loro volta erano ancora considerati a un livello superiore rispetto agli altri giocatori del circuito. Agli Australian Open Nadal vinse il suo primo titolo in un altro match a cinque set, la sua terza vittoria consecutiva in una finale Major su Federer. Nadal fu predominante all'inizio stagione ma perse contro Federer in finale al Madrid Open. Agli Open di Francia lo spagnolo era favorito ma venne a sorpresa eliminato da Robin Söderling al quarto turno, aprendo la strada a Federer per vincere il suo primo titolo agli Open di Francia, che riuscì nell'intento sconfiggendo Söderling in finale. Federer raggiunse così il record di Pete Sampras di 14 titoli del Grande Slam in singolare e completò il Career Grande Slam, dopo che Nadal gli aveva impedito di farlo nei precedenti quattro Roland Garros. Superò il record di Sampras vincendo il 15º titolo del Grande Slam a Wimbledon e concluse la stagione dopo aver raggiunto tutte e quattro le finali degli Slam per la terza volta in carriera dopo il 2006 e il 2007.
Dopo gli infortuni di Nadal, Murray e Djokovic guadagnarono ulteriori posizioni in classifica, sebbene nessuno dei due avesse raggiunto una finale Slam nel 2009. La loro continuità nei Master 1000 li stabilizzò nei primi quattro posti della classifica, con Murray che raggiunse il nº 2 del mondo ad agosto ponendo fine al monopolio di 211 settimane di Federer e Nadal sulle prime due posizioni in classifica. Il suo regno come nº 2 del mondo ebbe fine con la sconfitta al quarto turno degli US Open da Marin Čilić. Djokovic nello stesso torneo raggiunse la sua prima semifinale di singolare del Grande Slam del 2009, perdendo in tre set contro Federer, mentre Nadal fu sconfitto in semifinale da Juan Martín del Potro, che si sarebbe imposto in finale su Federer. Dagli Australian Open 2005, questo fu l'unico torneo degli Slam non vinto da uno dei Big Four, che avrebbero vinto i successivi tornei Slam fino a quando Wawrinka si impose agli Australian Open 2014. Alla fine del 2009 Federer, Nadal, Djokovic e Murray erano i primi quattro giocatori del mondo per il secondo anno consecutivo, con solo Nadal e Federer che cambiarono posizione rispetto alla classifica del 2008.
Durante la stagione 2010, per la prima volta i Big Four dominarono insieme la stagione. Furono sei volte finalisti nei tornei del Grande Slam e vinsero in totale 16 tornei (rispetto ai sei degli altri quattro concorrenti alle ATP Finals 2010). All'inizio dell'anno, Federer si confermò nº 1 del mondo vincendo l'Australian Open con il successo su Murray in finale. Nonostante l'eliminazione nei quarti di finale, Djokovic salì per la prima volta alla 2ª posizione mondiale. La serie di 23 semifinali consecutive nei tornei Slam di Federer si concluse al Roland Garros di quell'anno quando perse da Robin Söderling in quattro set. Perse poi contro Tomáš Berdych a Wimbledon, terminando la sua serie di sette finali consecutive a Londra. Nadal dominò nuovamente la stagione sulla terra battuta, vincendo tutti e tre gli eventi Masters 1000 sulla terra battuta e il Roland Garros, per poi conquistare il suo secondo titolo a Wimbledon.
Agli US Open, Djokovic batté Federer per raggiungere la sua terza finale Slam e perse contro Nadal, che con il successo vinse l'unico Slam che gli mancava in carriera e divenne il primo giocatore a vincere tre Major su tre diverse superfici in un solo anno solare (Djokovic eguagliò l'impresa nel 2021). A novembre, Söderling (che aveva raggiunto la finale degli Open di Francia) tolse per breve tempo a Murray il quarto posto nella classifica ATP, minacciando di interrompere la corsa dei Big Four ai primi quattro posti della classifica di fine anno. Tuttavia, tutti i Big Four raggiunsero le semifinali delle ATP Finals 2010 con Federer che sconfisse Nadal in tre set in finale, e per la terza stagione consecutiva finirono l'anno nelle prime quattro posizioni. Djokovic e Murray finirono rispettivamente terzo e quarto, dopo aver raggiunto entrambi una finale del Grande Slam.

#### 2011–2013: dominio dei Big Four
La stagione 2011 fu dominata da Novak Djokovic che vinse dieci titoli in totale, inclusi tre tornei del Grande Slam (solo il quinto uomo nell'era Open a farlo) e cinque tornei Masters 1000, stabilendo un nuovo record. La sua serie di 41 incontri vinti consecutivamente fu interrotta da Federer in semifinale degli Open di Francia 2011. Accumulò inoltre un record di premi in denaro e a luglio salì al nº 1 del mondo per la prima volta. La sua stagione fu descritta da molti esperti ed ex giocatori come una delle migliori mai disputate da un giocatore in singolare, con Tennis Magazine che la descrisse come la terza migliore stagione di tennis di sempre, dietro la stagione 2006 di Federer e quella di Rod Laver nel 1969. Pete Sampras lo descrisse come "uno dei migliori risultati in tutto lo sport".
Il dominio di Djokovic accentuò la superiorità dei Big Four. Raggiunsero tutti le semifinali in due degli eventi del Grande Slam dell'anno e spartirono tra loro tutti i Masters 1000. Nadal rimase al secondo posto dietro a Djokovic, vinse il Roland Garros e perse le finali di Wimbledon e US Open contro Djokovic. Nadal concluse la stagione con un record negativo di 6 sconfitte in 6 incontri contro Djokovic, ognuno dei quali era una finale.
Per i suoi standard, Federer ebbe una stagione negativa. Non riuscì a vincere un titolo del Grande Slam per la prima volta dal 2002, perdendo contro Nadal per la quarta volta in una finale degli Open di Francia e per la sesta volta in totale nelle finali principali. Scese al nº 4 del mondo a novembre, la prima volta che si classificò fuori dai primi tre dal 2002. Il calo di Federer fu causato dal notevole stato di forma in ottobre di Murray, che vinse in Asia tre titoli consecutivi. Federer si riprese vincendo i suoi ultimi tre tornei della stagione, comprese le ATP Finals, terminando il 2011 al terzo posto mondiale. Murray, nel frattempo, stava apportando miglioramenti significativi al suo gioco e raggiunse le semifinali di tutti e quattro i tornei del Grande Slam, il suo miglior risultato fu la finale raggiunta agli Australian Open, persa contro Djokovic; concluse l'anno con due titoli Masters 1000 per il quarto anno consecutivo e cinque titoli in totale.
Il predominio dei Big Four proseguì nel 2012. Ogni giocatore vinse un torneo del Grande Slam: Djokovic l'Australian Open, Nadal l'Open di Francia, Federer Wimbledon e Murray (che all'inizio dell'anno aveva assunto l'ex nº 1 del mondo Ivan Lendl come allenatore)) con il suo primo titolo del Grande Slam agli US Open. Questa vittoria, unita alla medaglia d'oro in singolare ai Giochi Olimpici sul campo centrale di Wimbledon con le vittorie in semifinale contro Djokovic e in finale contro Federer, aumentò la sua fiducia di far parte dei Big Four: la sua classifica di fine stagione come terzo al mondo fu la migliore mai raggiunta prima. Djokovic iniziò la stagione come nº 1 del mondo e vi rimase fino a luglio 2012, quando fu superato da Federer, che riprese il primo posto per la prima volta da giugno 2010. Nel prosieguo della stagione Federer avrebbe superato il record di Sampras di 286 settimane al vertice portandolo a 302. Federer cedette la sua posizione di nº 1 al mondo il 5 novembre, con Djokovic che salì di nuovo al primo posto e lo tenne fino a fine stagione per il secondo anno consecutivo. Djokovic fu l'unico giocatore a raggiungere almeno le semifinali in tutti e quattro gli eventi del Grande Slam, sconfiggendo Nadal nella finale degli Australian Open in quello che è considerato uno dei più grandi incontri di tennis di tutti i tempi, e perse le finali di Roland Garros e US Open; sia lui che Federer vinsero tre tornei Masters. Federer fu anche medaglia d'argento alle Olimpiadi, dove Djokovic fu quarto. La stagione di Nadal si chiuse con largo anticipo, dopo aver vinto due tornei Masters 1000 sulla terra battuta e il Roland Garros, fu eliminato al secondo turno a Wimbledon, la sua prima sconfitta in una fase così precoce in un torneo del Grande Slam dal 2005. Fu il suo ultimo incontro stagionale a causa di un problema al ginocchio che aveva già avvertito a Parigi e accentuatosi durante lo Slam londinese; nonostante non avesse gareggiato per il resto della stagione concluse l'anno come nº 4 del mondo.
La stagione 2013 proseguì in modo analogo, con Djokovic, Federer e Murray che entrarono nelle semifinali agli Australian Open, mentre Nadal era ancora infortunato. Murray sconfisse Federer al quinto set e perse in finale in quattro set contro Djokovic, che divenne così il terzo uomo a vincere quattro titoli degli Australian Open e il primo a vincerne tre consecutivi nell'era Open; mentre Murray fu il primo uomo a raggiungere la finale del successivo evento del Grande Slam dopo aver vinto il suo primo Major. Nadal fece il suo rientro per la stagione sulla terra battuta, vincendo cinque tornei prima di diventare l'unico giocatore del circuito maschile a vincere otto volte lo stesso Slam con il nuovo successo all'Open di Francia, sconfiggendo Djokovic in semifinale. Si prese così la rivincita su Djokovic che due mesi prima l'aveva battuto in finale a Monte-Carlo Masters, ponendo fine alla sua serie di otto successi nel torneo. A Wimbledon furono eliminati prematuramente Nadal e Federer, ed ebbe così fine il record di 36 presenze consecutive di Federer nei quarti di finale di tornei del Grande Slam. Murray sconfisse Djokovic in finale diventando il primo uomo britannico a vincere il torneo in 77 anni, estendendo la sua serie di vittorie sull'erba a 18 incontri. Nadal si impose agli US Open, battendo Djokovic in finale in quattro set, per la seconda volta. Con questo successo completò il "Summer Slam" (vincendo Canada Masters, Cincinnati Masters e US Open nella stessa stagione), eguagliando l'impresa riuscita nell'era Open solo a Pat Rafter nel 1998 e Andy Roddick nel 2003. La sua serie di 26 vittorie consecutive sul cemento si concluse al Beijing Open, dove fu sconfitto in finale da Djokovic.
La stagione fu egemonizzata da Nadal e Djokovic, che nei confronti diretti ne vinsero tre ciascuno. Lo spagnolo vinse due Slam e cinque Masters 1000, arrivò in finale alle ATP Finals e in tutti gli otto tornei disputati sulla terra battuta, vincendone sei. Raggiunse inoltre le semifinali in tutti gli otto tornei giocati sul cemento, vincendone quattro. Djokovic vinse un Major, raggiunse due finali e una semifinale, e concluso l'anno con una serie di 22 vittorie consecutive, vincendo le ATP Finals. Un infortunio alla schiena pose fine alla stagione di Murray prematuramente, a fine anno fu quarto in classifica, ma era stato l'unico giocatore oltre a Nadal e Djokovic a vincere un evento del Grande Slam e un Masters 1000, rispettivamente a Wimbledon e Miami. Fu per Federer la peggiore stagione in più di un decennio, raggiunse solo una semifinale Slam, non vinse alcun Masters 1000 e concluse l'anno sesto in classifica con un titolo all'attivo, anche a causa di un dolore alla schiena ricorrente per tutta la stagione.

#### 2014: il dominio negli Slam viene interrotto
Alla fine del 2013, la caduta di Federer in classifica spinse molti a chiedersi se il dominio dei Big Four fosse terminato. Questo dubbio divenne maggiore dopo gli Australian Open, che videro Stan Wawrinka sconfiggere Djokovic nei quarti di finale e Nadal in finale e ottenere così il suo primo titolo Slam; fu la seconda volta dal 2005 e la prima dal 2009 in cui un giocatore al di fuori dei Big Four aveva vinto un Major. Murray e Federer scesero rispettivamente al sesto e all'ottavo posto in classifica, e dopo il torneo diversi giocatori espressero l'opinione di essere in grado di sconfiggere i Big Four. Tuttavia, i primi due Masters 1000 dell'anno a Indian Wells e Miami ebbero solo finalisti Big Four, con Djokovic che vinse il suo terzo e quarto titolo Masters 1000 consecutivo sconfiggendo rispettivamente Federer e Nadal. Nadal soffrì all'inizio della stagione sulla terra battuta uscendo nei quarti di finale a Monte-Carlo e Barcellona, tornei che aveva spesso dominato. Subì quindi una terza sconfitta, contro Djokovic, nella finale degli Internazionali d'Italia, e fu prima volta che Nadal perse più di due partite sulla terra battuta in una stagione in un decennio. Vinse invece il Masters 1000 di Madrid, nella cui finale Nishikori si ritirò per un infortunio alla schiena quando Nadal conduceva 6–2, 4–3. Difese quindi nuovamente il titolo al Roland Garros, sconfiggendo Murray in semifinale e Djokovic in finale.
Dopo l'intervento chirurgico alla schiena a cui si sottopose alla fine del 2013, Murray faticò per tornare in forma nella prima metà dell'anno, raggiunse solo due semifinali e perse contro Grigor Dimitrov nei quarti di finale a Wimbledon – dove era campione uscente – una sconfitta che lo vide scendere al nº 10 della classifica mondiale. Con la sconfitta di Nadal contro Nick Kyrgios al quarto turno, la terza consecutiva nelle fasi iniziali a Wimbledon, alcuni ex giocatori ed esperti, incluso Jimmy Connors, espressero l'opinione che l'era dei Big Four potesse essere finita. Milos Raonic raggiunse le semifinali e dichiarò che un "lato umano" fosse visibile nei Big Four, il che dava fiducia ai giocatori quando li affrontavano. Tuttavia, Djokovic sconfisse Dimitrov e Federer battà Raonic per la 24ª finale disputata unicamente dai Big Four. Djokovic batté Federer in cinque set conquistando il suo secondo titolo a Wimbledon, risultato che riportò Djokovic, Nadal e Federer ai primi tre posti della classifica.
Federer confermò di essere tornato alla miglior forma raggiungendo la finale di Toronto e vincendo il suo primo titolo Masters 1000 dal 2012 a Cincinnati. Successivamente vinse anche il Masters 1000 di Shanghai e tornò a essere il nº 2 della classifica superando Nadal, la cui stagione era stata interrotta da un infortunio al polso. Gli US Open videro una nuova battuta d'arresto nei tornei dello Slam per i Big Four con le vittorie in semifinale di Kei Nishikori su Djokovic e di Marin Čilić su Federer, per disputare la prima finale dello Slam senza nessuno dei Big Four dall'Australian Open 2005. Assieme alla vittoria di Wawrinka a Melbourne, fu inoltre la prima volta dal 2003 che due vincitori di uno Slam nello stesso anno fossero due giocatori che non ne avevano mai vinti in carriera. Dopo il torneo, Murray scese all'11º posto in classifica, la sua prima volta fuori dalla top ten dal 2008. Verso fine anno Murray tornò in forma, vinse i titoli a Shenzhen, Vienna e Valencia e rientrò tra i primi dieci della classifica. Si qualificò per le ATP Finals, dove fu eliminato con una sola vittoria su Raonic e le sconfitte subite contro Nishikori e Federer, il quale gli concesse un solo gioco. Durante tutto l'anno Murray non riuscì mai vincere nei nove incontri disputati contro i Big Three.
Alle Finals Federer e Djokovic raggiunsero la finale e Federer fu costretto a dare forfait per i dolori alla schiena avvertiti dopo la semifinale di quasi tre ore vinta contro Wawrinka. Fu comunque in grado di essere in campo la settimana dopo per la finale di Coppa Davis contro la Francia, in cui la Svizzera vinse per la prima volta il trofeo, primo trionfo nella storia del paese, portando molte persone a dire che la sua carriera nel tennis era ormai completa. Complessivamente i Big Four vinsero 19 titoli nel 2014, ma due titoli Slam e due Masters 1000 furono appannaggio di altri giocatori. Nella classifica di fine anno, Djokovic, Federer e Nadal occupavano i primi tre posti, con Murray al sesto.

#### 2015–2016: Dominio di Djokovic, contrastato da Murray e Federer
Con i buoni risultati alla fine del 2014 e grazie alla finale raggiunta agli Australian Open 2015, Murray rientrò tra i primi quattro della classifica ATP dopo oltre un anno e i Big Four tornarono a occupare i primi quattro posti della classifica per la prima volta dal 2013, smentendo chi riteneva che fossero in declino. Djokovic vinse il titolo, così come i primi tre Master 1000 dell'anno a Indian Wells, Miami e Monte-Carlo. In maggio Murray vinse il suo primo titolo ATP in carriera sulla terra battuta a Monaco di Baviera e la settimana successiva si ripeté sconfiggendo Nadal in due set nella finale di Madrid. Fu il ritorno alla vittoria dello scozzese contro uno degli altri Big Four in un incontro ATP da Wimbledon 2013, dopo aver perso i precedenti 12 match. La sconfitta vide Nadal scivolare al settimo posto in classifica, la sua prima volta fuori dai primi cinque in più di un decennio. Djokovic sconfisse Federer nella finale di Roma. Nadal ebbe la peggiore stagione europea sulla terra battuta dell'ultimo decennio, non riuscendo a vincere alcun titolo e disputando una sola finale. Djokovic sconfisse Nadal per la prima volta al Roland Garros superandolo in tre set nei quarti di finale; fu la seconda sconftitta di Nadal in carriera nello Slam parigino dopo quella subita 6 anni prima contro Soderling, e scese al nº 10 della classifica. Djokovic batté Murray in semifinale al quinto set e perse in finale contro Wawrinka in quattro set.
Federer batté Murray in semifinale a Wimbledon e in finale ritrovò come l'anno precedente Djokovic, il quale lo sconfisse nuovamente in quattro set vincendo il suo secondo Slam dell'anno. Murray e Federer vinsero i due titoli Masters sul cemento nordamericano, rispettivamente a Montréal e Cincinnati, battendo entrambi in finale Djokovic. La finale degli US Open vide Djokovic prevalere su Federer in quattro set, conquistando il terzo titolo Slam della stagione.
Djokovic vinse anche i successivi tornei a cui prese parte, a Pechino, Shanghai, Parigi e alle ATP Finals. Nel complesso, la stagione 2015 di Djokovic fu una delle più grandi nella storia del tennis, vinse 11 titoli (il massimo da quando Federer ne vinse 12 nel 2006) di cui, per la seconda volta, tre Slam. Divenne anche l'unico uomo nell'era Open oltre a Federer e Rod Laver a raggiungere tutte e quattro le finali Slam nello stesso anno. Fu dominante anche contro i suoi rivali dei Big Four con il bilancio a fine anno negli scontri diretti di 15 vittorie e 4 sconfitte. Federer fu il più competitivo contro Djokovic, vincendo tre degli otto incontri disputati, la metà delle sconfitte subite da Djokovic nel 2015. Murray guidò la Gran Bretagna alla vittoria della Coppa Davis vincendo tutte e otto le gare di singolare e diventando l'ultimo membro del quartetto a vincere la Coppa Davis; concluse la stagione al secondo posto mondiale anche se vinse meno titoli, raggiunse meno finali ed ebbe meno successo contro Djokovic rispetto a Federer, che concluse la stagione al terzo.
Nel 2016, Djokovic conquistò il suo sesto titolo agli Australian Open con la vittoria in tre set su Murray, nel suo 39º incontro consecutivo vinto nel circuito. Costretto al ritiro al terzo turno a Dubai, la striscia vincente proseguì con il quinto titolo conquistato a Indian Wells e il sesto a Miami e fu interrotta da Jiri Vesely a MonteCarlo, dove il titolo fu vinto da Nadal per la nona volta. Djokovic e Murray disputarono le finali di Madrid e Roma, dividendosi i titoli. Murray raggiunse la sua prima finale agli Open di Francia, l'unica degli Slam che non aveva mai disputato, e fu sconfitto da Djokovic, che completò così il Grande Slam in carriera e divenne il primo giocatore dopo Rod Laver nel 1969 a detenere tutti e quattro i titoli del Grande Slam contemporaneamente.
Nella finale di Wimbledon, Murray batté Raonic in tre set vincendo il suo secondo titolo nello Slam londinese e il terzo titolo Slam in assoluto. La vittoria di Murray fu la prima dall'Open di Francia del 2010 in cui uno dei Big Four vinse un titolo del Grande Slam in singolare senza aver sconfitto uno degli altri tre nei turni precedenti. Federer combatté per tutta la stagione con gli infortuni, recuperò velocemente dopo un'operazione al ginocchio in febbraio ma si fermò nuovamente per un mal di schiena che gli impedì di giocare al Roland Garros. A Wimbledon ricomparve il dolore al ginocchio e i medici lo convinsero a osservare un periodo di riposo e riabilitazione, chiudendo così la stagione dovendo rinunciare alle Olimpiadi e agli US Open, a novembre si trovò per la prima volta dall'ottobre 2002 fuori dalla top 10.
Ai Giochi di Rio Djokovic fu eliminato dal singolare maschile al primo turno da Juan Martín del Potro, in una ripetizione dell'incontro per la medaglia di bronzo di quattro anni prima. Del Potro sconfisse Nadal in un'epica semifinale dopo tre ore di gioco e dopo altre quattro ore il giorno successivo fu sconfitto al quarto set in finale da Murray, che divenne il primo giocatore del circuito maschile a vincere due volte la medaglia d'oro in singolare. Nadal perse l'incontro per la medaglia di bronzo contro Kei Nishikori ma vinse l'oro nel doppio maschile. Agli US Open Djokovic fu sconfitto in finale da Stan Wawrinka, che lo aveva battuto anche nella finale del Roland Garros l'anno prima.
Murray dominò la parte finale della stagione, si impose a Pechino, Shanghai e Vienna, e dopo il titolo conquistato al Paris Masters salì per la prima volta in vetta al ranking mondiale, ponendo fine al predominio di Djokovic che era il nº 1 da 122 settimane; fu l'ultimo dei Big Four a raggiungere questo traguardo. Dopo l'eliminazione prematura a Shanghai, Nadal annunciò che non avrebbe giocato per il resto della stagione per guarire da un infortunio al polso occorsogli in precedenza. Fu quindi la prima volta dal 2001 che né Nadal né Federer presero parte alle ATP Finals. Murray estese la sua striscia positiva vincendo nella finale contro Djokovic il titolo delle ATP Finals e il suo 24º incontro consecutivo. Divenne il secondo giocatore dopo Andre Agassi ad aver vinto nella stessa stagione uno Slam, la medaglia d'oro olimpica in singolare, le ATP Finals e titoli nei Masters 1000. Fu il primo anno dal 2003 che nessuno dei Big Three concluse la stagione al nº 1 del mondo, Djokovic chiuse in 2ª posizione e i convalescenti Nadal e Federer rispettivamente in 9ª e 16ª.

### Era dei Big Three

#### Open di Francia 2017–2018: Ritorno di Federer e Nadal, infortuni di Djokovic e Murray
Agli Australian Open 2017, Djokovic e Murray furono sconfitti prima dei quarti di finale. Nadal e Federer si erano ristabiliti e raggiunsero invece la finale. Federer si aggiudicò l'incontro e il suo 18º titolo del Grande Slam. Vinse inoltre il suo quinto titolo a Indian Wells, stabilendo il record di vittorie in quel torneo, dove ottenne un'altra vittoria su Nadal al quarto turno. Il duello tra i due si rinnovò nella finale del Miami Open e fu ancora Federer a prevalere.
Federer saltò l'intera stagione sulla terra battuta del 2017 per riposarsi e concentrarsi sulle successive stagioni sull'erba e sul cemento; prossimo ai 36 anni, intendeva inoltre salvaguardare il fisico per prolungare la carriera. Nadal vinse il Masters 1000 di Montecarlo, diventando il primo giocatore del circuito maschile a vincere un solo torneo dieci volte, e contemporaneamente stabilendo il nuovo record assoluto di 50 trofei vinti sulla terra battuta: 50, superando Guillermo Vilas che arrivò a 49. Nadal vinse anche a Madrid, mentre Djokovice perse contro Alexander Zverev nella finale di Roma. Nadal arrivò alla finale del Roland Garros senza perdere alcun set per la terza volta in carriera, e vinse il titolo sconfiggendo Wawrinka. Questo successo pose fu per lo spagnolo il primo dopo tre anni nei tornei dello Slam, l'ultimo titolo era infatti arrivato agli Open di Francia nel 2014. Dopo la vittoria Nadal tornò nº 2 del mondo, la sua classifica più alta da ottobre 2014. Djokovic, che perse nei quarti di finale, scivolò al quarto posto, la sua classifica più bassa dall'ottobre 2009 e la prima volta fuori dalle prime due posizioni della classifica dal marzo 2011. Murray perse la semifinale con Wawrinka, pesantemente condizionato dall'infortunio all'anca che avrebbe condizionato il prosieguo della carriera. Sarebbe stata la sua ultima semifinale negli Slam della carriera.
A Wimbledon, il quartetto compose le prime quattro teste di serie in un torneo del Grande Slam per la prima volta dal 2014. Nadal, Murray e Djokovic persero tutti prima delle semifinali e Federer vinse il titolo senza perdere alcun set battendo in finale Marin Čilić. Fu l'ottava vittoria e l'undicesima finale di Federer nello Slam londinese. Dopo il torneo i "Big Four" tornarono a occupare le prime quattro posizioni ATP. Djokovic annunciò a fine luglio che avrebbe saltato il resto della stagione 2017 per riprendersi dall'infortunio al gomito, e Murray non avrebbe giocato nessun altro torneo nel 2017 a causa dell'infortunio all'anca. Federer raggiunse la finale dei Montréal Masters ma subì un grave infortunio alla schiena in finale, che gli impedì di giocare agli US Open e di competere per il primo posto in classifica di fine stagione. Sebbene Nadal non avesse raggiunto le semifinali nei Masters del Canada e di Cincinnati, riuscì a raggiungere il nº 1 superando l'inattivo Murray. Nadal sconfisse poi Kevin Anderson nella finale degli US Open. Fu la quarta volta e la prima dal 2010 che Nadal e Federer vinsero tutti e quattro gli Slam nello stesso anno; nella classifica dell'11 settembre 2017 si trovarono rispettivamente al 1º e al 2º posto, e fu la prima volta dal 20 marzo 2011 che occuparono i primi due posti nella classifica ATP.
Murray era uscito dalla top 10 e all'inizio del 2018 subì un intervento chirurgico all'anca per l'infortunio che lo aveva tenuto fuori dal circuito dall'estate precedente. Djokovic e Nadal uscirono nei primi turni agli Australian Open e Federer vinse il torneo battendo in finale in cinque set Čilić, eguagliando il record di Djokovic e Roy Emerson di sei titoli all'Australian Open, diventando il primo uomo a vincere 20 tornei dello Slam. Poco dopo raggiunse le semifinali di Rotterdam, superò Nadal nel ranking e tornò al nº 1 del mondo, diventando il giocatore più anziano ad esserci riuscito (dal 1973).
Federer fu poi sconfitto nella finale di Indian Wells da Juan Martín del Potro, e fu eliminato prematuramente a Miami, perdendo la prima posizione del ranking in favore di Nadal. Lo svizzero annunciò che avrebbe saltato di nuovo l'intera stagione sulla terra battuta. Nadal vinse il suo undicesimo titolo a Monte Carlo, ripetendo l'impresa una settimana dopo con l'11º titolo a Barcellona, vincendo entrambi senza perdere alcun set. La sconfitta di Nadal contro Dominic Thiem nei quarti di finale di Madrid restituì a Federer il primato in classifica per una settimana, ripreso da Nadal con la vittoria a Roma.
Dopo l'uscita anticipata di Djokovic dagli Australian Open, il serbo fu operato per l'infortunio al polso che gli aveva causato problemi durante l'anno precedente. Tornò a giocare a Indian Wells e inizialmente faticò a ritrovare la miglior forma, non riuscendo a raggiungere i quarti di finale in nessuno dei primi cinque tornei disputati. Dimostrò segnali incoraggianti di ripresa in semifinale a Roma, dove fu sconfitto da Nadal in due set equilibrati. Raggiunse poi i quarti di finale all'Open di Francia e fu eliminato dalla rivelazione del torneo Marco Cecchinato. Nadal stabilì un record vincendo il suo 11º titolo nello Slam parigino sconfiggendo Dominic Thiem in finale, conquistando il suo 17º torneo del Grande Slam. Federer rientrò a Stoccarda e vinse il titolo con cui ritornò al nº 1 della classifica per la 310ª settimana.

#### Wimbledon 2018–ATP finals 2019: ritorno di Djokovic, che domina assieme a Nadal
A Wimbledon, Federer perse contro Kevin Anderson nei quarti di finale dopo aver subito un infortunio alla mano all'inizio della stagione sull'erba, nonostante fosse in vantaggio di due set a 0 e avesse avuto un match point nel terzo set. Djokovic e Nadal si affrontarono in semifinale e il serbo si impose in cinque set per raggiungere la sua prima finale in un major dopo quasi due anni. Con la vittoria su Anderson in finale si aggiudicò il suo quarto titolo a Wimbledon, il suo primo titolo del Grande Slam dopo oltre due anni.
Agli US Open, sia Djokovic che Nadal raggiunsero le semifinali in cui Nadal fu costretto al ritiro contro Juan Martín del Potro dopo essere stato sotto di due set a causa di un infortunio al ginocchio che aveva subito durante il torneo. Djokovic sconfisse Kei Nishikori e raggiunse la sua ottava finale degli US Open dove batté del Potro per il suo 14º titolo del Grande Slam in singolare. Confermò la forma ritrovata con la vittoria allo Shanghai Masters. Alle ATP Finals, Federer e Djokovic furono entrambi sconfitti da Alexander Zverev – che avrebbe vinto il titolo – rispettivamente in semifinale e finale. L'anno si concluse con Djokovic, Nadal e Federer ai primi tre posti della classifica, davanti a Zverev e del Potro.
All'Australian Open 2019 Federer fu sconfitto al quarto turno dal ventenne Stefanos Tsitsipas in quattro set. In finale, Djokovic sconfisse Nadal in due set conquistando il settimo Australian Open e arrivando a 15 Slam vinti, due in meno rispetto allo stesso Nadal. Nella settimana successiva agli Australian Open, Murray subì un nuovo intervento chirurgico all'anca. Federer si riprese dalla sconfitta subita agli Australian Open vincendo il suo centesimo titolo a Dubai. Arrivò poi in finale a Indian Wells e vinse il titolo a Miami. Dopo il ritiro a Indian Wells a causa di un infortunio, Nadal perse sulla terra rossa le semifinali a Monte Carlo, Barcellona e Madrid. Tornò al successo a Roma sconfiggendo in finale Djokovic – reduce dal titolo vinto a Madrid la settimana precedente – conquistando la sua nona corona al Masters 1000 italiano. La vittoria lo fece tornare al primo posto per numero di Master 1000 vinti a pari merito con Djokovic.
Quella stagione Federer tornò a giocare al Roland Garros per la prima volta dal 2015, arrivò in semifinale e fu sconfitto da Nadal in tre set. Djokovic arrivò in semifinale senza perdere un set, ma fu battuto in cinque set da Dominic Thiem. In finale, Nadal prevalse su Thiem per il secondo anno consecutivo, estendendo il record di vittorie nel torneo a dodici. Con questo successo Nadal raggiunse i 18 titoli del Grande Slam in singolare, solo due meno di quelli vinti da Federer. Subito dopo Federer vinse il suo decimo titolo ad Halle, diventando l'unico giocatore nell'era Open oltre a Nadal a vincere dieci titoli in un singolo evento.
Murray tornò a giocare nel circuito al Queen's, fu eliminato al primo turno ma vinse il torneo di doppio, il suo primo titolo dopo oltre due anni. Non era pronto per affrontare incontri al meglio dei cinque set e rinunciò a Wimbledon, dove Nadal e Federer si affrontarono nuovamente in semifinale, nel loro primo incontro a Wimbledon dalla finale del 2008 vinta da Nadal. Federer si impose in quattro set e perse contro Djokovic la finale maschile di Wimbledon più lunga della storia. Per il secondo anno consecutivo Djokovic vinse due tornei del Grande Slam e con il 16º titolo si avvicinò ai 18 di Nadal e ai 20 di Federer. Nadal difese il titolo che aveva vinto l'anno prima a Montréal battendo in finale Medvedev, aggiudicandosi per la quinta volta il Masters canadese e il decimo titolo Masters sul cemento. Non prese parte al torneo di Cincinnati, dove Murray fu eliminato al primo turno e Federer perse a sorpresa al terzo turno contro il qualificato Andrej Rublëv. Djokovic fu sconfitto in tre set in semifinale da Daniil Medvedev, che avrebbe poi vinto il suo primo titolo Masters.
Murray rinunciò anche agli US Open, partecipando invece al Rafa Nadal Open a Manacor, dove fu sconfitto da Matteo Viola negli ottavi di finale. Nello Slam newyorkese Djokovic si ritirò contro Wawrinka al quarto turno a causa di un infortunio alla spalla, e Federer fu battuto da Grigor Dimitrov nei quarti di finale. Nadal perse solo un set sulla strada per la sua quinta finale degli US Open dove ritrovò Daniil Medvedev, che aveva sconfitto nella finale del Canada Masters solo due settimane prima. Lo spagnolo vinse i primi due set, Medvedev rimontò portandosi sul 2-2 e Nadal si impose per 6-4 nel quinto set, ottenendo il suo quarto titolo agli US Open e il 19º del Grande Slam in singolare, solo uno dietro il record di Federer.
In Coppa Davis la Spagna vinse il suo sesto titolo (il primo dal 2011), battendo il Canada in finale per 2-0. Nadal, al suo quinto successo nella competizione, ricevette il premio di Most Valuable Player (MVP) per le sue prestazioni nel torneo dopo aver vinto tutti e otto gli incontri disputati. La stagione si chiuse con i Big Three Nadal, Djokovic e Federer ai primi tre posti. Lo spagnolo ottenne il primo posto del ranking per la quinta volta in carriera, nonostante non avesse raggiunto le semifinali delle ATP Finals 2019. Alle loro spalle vi erano Thiem e Medvedev, quest'ultimo era entrato nella top 10 in luglio e dopo la finale agli US Open aveva raggiunto il 4º posto mondiale.

### Dominio di Djokovic, uscita di scena per Federer

#### 2020: infortunio di Federer, dominio di Djokovic, Nadal raggiunge Federer a quota 20 successi
Agli Australian Open 2020, Djokovic vinse il suo ottavo titolo (un record per il singolare maschile) e il suo 17º titolo del Grande Slam con la vittoria di misura in finale su Dominic Thiem, che aveva eliminato Nadal nei quarti mentre Federer perse contro Djokovic in semifinale. Djokovic divenne il primo uomo nell'era Open a vincere un titolo dello Slam in tre diversi decenni. Con il successo riconquistò inoltre la vetta della classifica mondiale, che avrebbe mantenuto fino a fine anno e per tutta la stagione successiva. Un infortunio al ginocchio costrinse Federer a sottoporsi in febbraio a un intervento chirurgico, gli esiti non furono quelli sperati e in seguito dovette operarlo altre due volte, non avrebbe più giocato nel 2020 e anche nel 2021 avrebbe preso parte solo ad alcuni tornei, senza ottenere risultati rilevanti.
La stagione 2020 fu pesantemente influenzata dalla pandemia di COVID-19, quattro dei cinque tornei Masters 1000 furono cancellati, gli Internazionali d'Italia invece vennero posticipati a settembre 2020. Lo stesso Roland Garros fu posticipato a fine settembre-inizio ottobre mentre Wimbledon fu cancellato, per la prima volta dalla Seconda Guerra Mondiale. Il primo Masters 1000 a tenersi dopo la ripresa fu il Cincinnati Masters, vinto da Djokovic. Nadal non prese parte agli US Open a causa delle preoccupazioni per la pandemia, con Federer reduce dal secondo intervento al ginocchio. Djokovic fu squalificato durante il match di quarto turno contro Pablo Carreño-Busta dopo aver inavvertitamente colpito un giudice di linea dopo aver subito un break. Dominic Thiem divenne il primo giocatore al di fuori dei Big Three a vincere un titolo del Grande Slam in singolare da quando Stan Wawrinka aveva vinto il torneo nel 2016.
Djokovic vinse il suo 36º titolo Masters 1000 agli Internazionali d'Italia due settimane dopo. Al Roland Garros Nadal difese con successo il titolo battendo in finale Djokovic in tre set. Con questa vittoria, Nadal eguagliò il record di tutti i tempi di Federer di 20 titoli del Grande Slam in singolare raggiungendo le 13 vittorie personali al Roland Garros. Il 2020 si concluse con i primi titoli stagionali di Medvedev, che si impose al Masters di Parigi e alle ATP Finals. L'ultimo ranking stagionale vide Djokovic nettamente primo seguito nell'ordine da Nadal, Thiem e Medvedev – vicini tra loro – e Federer staccato in quinta posizione.

#### 2021: Djokovic sfiora il Grande Slam e raggiunge Federer e Nadal, Federer esce dalla top 10
"Devo rendere un grande tributo a Rafa e Roger. Sono leggende del nostro sport. I due giocatori più importanti che abbia mai affrontato. Sono la ragione per cui sono dove sono oggi. Mi hanno fatto capire cosa dovevo fare per migliorare".
Federer devette saltare anche gli Australian Open 2021. Nadal fu sconfitto da Stefanos Tsitsipas nei quarti di finale, nonostante fosse in vantaggio due set a zero, mentre Djokovic difese con successo il titolo battendo in finale Daniil Medvedev in tre set, conquistando il suo 9º titolo in quel torneo e il 18° del Grande Slam, portandosi a due titoli dall'eguagliare Federer e Nadal. In marzo Daniil Medvedev divenne il nº 2 del mondo, primo tennista a infrangere il dominio dei Big Four, che a turno avevano occupato ininterrottamente le prime due posizioni del ranking ATP dal 2005. A fine aprile Nadal riprese il secondo posto per due settimane e lo ricedette in maggio a Madvedev, il quale lo avrebbe mantenuto anche dopo la conquista del 36º titolo in un Masters 1000 sulla terra rossa da parte dello spagnolo, che sconfisse Djokovic nella finale degli Internazionali d'Italia.
Federer rientrò nel circuito all'Open di Francia, ma si ritirò dopo la vittoria nel terzo turno per non compromettere il ginocchio, mentre Nadal fu sconfitto da Djokovic in semifinale. Nonostante fosse sotto di due set contro Stefanos Tsitsipas, che era all'esordio in una finale Slam, Djokovic vinse in rimonta la finale conquistando il suo secondo titolo al Roland Garros e il 19° di uno Slam, diventando il terzo uomo ad aver vinto ciascuno dei quattro Slam almeno due volte dopo Roy Emerson e Rod Laver, e il primo ad averlo fatto nell'era Open. Si portò così a un solo titolo Slam di distanza dal record di Nadal e Federer. A fine torneo Nadal annunciò di essere provato dopo la stagione sulla terra battuta e che per preservare il fisico non avrebbe preso parte a Wimbledon e alle Olimpiadi.
L'edizione 2021 dello Slam londinese segnò il ritorno di Murray – che non giocava a Wimbledon dal 2017 – e fu sconfitto da Denis Shapovalov al terzo turno, mentre Federer fu eliminato nei quarti di finale da Hubert Hurkacz. Djokovic vinse il torneo e il suo 20º Slam contro l'esordiente in una finale Slam Matteo Berrettini, eguagliando così per la prima volta Federer e Nadal. Con il successo divenne il primo giocatore del circuito maschile a vincere i titoli dell'Australian Open, del Roland Garros e di Wimbledon nello stesso anno solare dopo Rod Laver nel 1969, e il secondo giocatore a vincere tre Slam su tre diverse superfici in un anno solare, dopo Nadal nel 2010. Dopo il torneo Federer si sottopose alla terza operazione al ginocchio, annunciando l'intenzione di rientrare nel 2022. La conquista del "Golden Slam" (quattro Slam più l'oro olimpico) da parte di Djokovic sfumò con la sconfitta subita in semifinale ai Giochi di Tokyo contro Alexander Zverev, nonostante fosse stato in vantaggio di un set e un break. Perse inoltre l'incontro che assegnava la medaglia di bronzo contro Pablo Carreño Busta.
Alla vigilia degli US Open Nadal rese noto che il problema al piede di cui soffriva da tempo gli impediva di giocare il resto della stagione. Lo Slam di New York prese quindi il via senza Federer e Nadal, mentre Murray fu sconfitto da Tsitsipas al primo turno. Djokovic perse la finale contro Daniil Medvedev, e sfumarono le possibilità di essere il primo a vincere il 21º Slam e di aggiudicarsi il Grande Slam eguagliando Rod Laver, che riuscì nell'impresa nel 1969. La vittoria di Medvedev fu la 12ª di un giocatore non dei Big 3 in uno Slam dalla prima vittoria di Federer a Wimbledon nel 2003. Nell'ottobre successivo Federer uscì dalla top 10 del ranking e fu la seconda volta dal 2002, dopo i quattro mesi a cavallo tra il 2016 e il 2017 in cui era rimasto fuori dai top 10 sempre per problemi alle ginocchia. Djokovic si impose al Paris Masters battendo Medvedev in finale e con questo successo superò il record di Nadal per il numero di tornei Masters vinti, arrivando a 37. Si assicurò inoltre di chiudere la stagione per la settima volta alla prima posizione mondiale, superando il record di Sampras che ci era riuscito sei volte. Le ATP Finals lo videro sconfitto in semifinale da Zverev, che vinse il suo secondo titolo battendo in finale Medvedev. Nel ranking di fine anno dietro a Djokovic si trovavano Medvedev secondo e Zverev terzo, con Nadal sceso al sesto posto e Federer al sedicesimo.

#### 2022: Nadal stabilisce il nuovo record vincendo il 21º e il 22° Slam
Djokovic non fu in grado di giocare l'Australian Open 2022, gli venne annullato il visto australiano perché non era vaccinato contro il COVID-19 e, pur avendo presentato l'esenzione alla vaccinazione e l'autorizzazione a competere ottenuta in precedenza dalle autorità australiane, fu costretto a lasciare il Paese dopo molteplici appelli. La cancellazione del visto gli impedì di difendere il titolo e di conquistare il suo 21º major, era inoltre possibile che gli venisse negato l'ingresso in Australia per i tre anni successivi. Federer non poté competere a causa dell'infortunio, mentre Murray fu sconfitto da Tarō Daniel al secondo turno. Nel frattempo Nadal era tornato a giocare dopo una lunga pausa di sei mesi per l'infortunio al piede e dopo aver contratto il COVID-19, presentandosi a Melbourne con poche aspettative. Nei quarti di finale sconfisse al quinto set Denis Shapovalov e in semifinale al quarto set Matteo Berrettini. Nella finale di cinque ore e 24 minuti, ebbe la meglio sul nº 2 del mondo Daniil Medvedev dopo aver perso i primi due set. Fu il suo 21º titolo Slam, stabilendo il nuovo record di tutti i tempi per il maggior numero di Slam vinti nel circuito singolare maschile. Il successo gli consentì inoltre di aver vinto tutti gli Slam per almeno due volte in carriera, il secondo a riuscirci dopo Djokovic nell'Era Open.
Il 28 febbraio Daniil Medvedev, nonostante la sconfitta del mese precedente agli Australian Open contro Nadal, salì al primo posto del ranking, che era stato occupato ininterrottamente per oltre 18 anni dal 2 febbraio 2004 da uno dei Big Four. Il campione russo riuscì nell'impresa anche grazie alla mancata partecipazione di Djokovic agli Australian Open e alla prematura eliminazione qualche giorno prima al torneo di Dubai dello stesso Djokovic, al suo rientro dopo l'esclusione dallo Slam di Melbourne. Ma questa interruzione durò solo tre settimane: Djokovic, nonostante non avesse partecipato ai successivi Masters di Indian Wells e Miami, tornò in vetta alla classifica scavalcando Medvedev, eliminato al terzo turno a Miami. Sempre a Miami Nadal fu sconfitto in finale da Taylor Fritz e si riprese il terzo posto mondiale, ma a fine torneo gli fu diagnosticata una frattura da stress alle costole e dovette osservare un periodo di convalescenza. Il 10 luglio Djokovic conquista il 7º titolo a Wimbledon, a meno uno dal record di Federer, in finale contro Nick Kyrgios. L'australiano giunse alla sua prima finale di un Grande Slam in seguito al ritiro dell'infortunato Rafael Nadal. Djokovic conquista il 21° Slam in carriera, uno in meno di Nadal e uno in più di Federer. Gli US Open videro il primo trionfo in uno Slam del diciannovenne Carlos Alcaraz e il 23 settembre Federer chiuse la carriera giocando in doppio il suo ultimo incontro in coppia con Rafael Nadal alla Laver Cup.

#### 2023-2024: record di Slam vinti e oro olimpico per Djokovic, infortuni di Nadal
Con il ritiro di Federer si concluse ufficialmente l'epoca dei Big Three. Djokovic e Nadal proseguiranno le proprie carriere e nel 2023 il serbo (con le vittorie all'Australian Open, al Roland Garros e allo US Open) porterà a 24 il proprio bottino di tornei Slam vinti, superando il record di Nadal. Il campione spagnolo fu invece alle prese con nuovi infortuni all'anca nel 2023 e ai muscoli addominali nel 2024 che compromisero entrambe le sue stagioni. Per la prima volta dal 2002, nel 2024 nessuno dei Big Three vinse nel corso della stagione un titolo del Grande Slam, Jannik Sinner vinse i suoi primi Slam agli Australian Open e agli US Open, mentre Alcaraz trionfò al Roland Garros e a Wimbledon. Quello stesso anno, Djokovic vinse per la prima volta la medaglia d'oro olimpica ai Giochi di Parigi e perse la finale a Wimbledon contro Alcaraz. Nadal disputò e perse allo Swedish Open 2024 la sua prima finale dopo quella vinta all'Open di Francia 2022, mentre Murray chiuse la carriera giocando in doppio alle Olimpiadi.

## Statistiche in carriera
| V | F | SF | QF | #R | RR | Q# | DNQ | A | ND | XF | XD | XN |

### Tornei del Grande Slam
I Big Three sono i primi tre giocatori della storia del tennis per numero di tornei del Grande Slam vinti in singolare, oltre che in termini di finali raggiunte. Nel periodo di attività di tutti e tre Đoković ha raggiunto 32 finali, Federer 31 e Nadal 30. Sono gli unici tre atleti ad aver vinto otto o più titoli di uno stesso torneo del Grande Slam: Nadal con 14 vittorie al Roland Garros, Đoković con 9 titoli all'Australian Open (al momento in cui anche Federer era in attività) e Federer con 8 vittorie a Wimbledon.
| Anno | Australian Open | Roland Garros       | Wimbledon      | US Open               |
| ---- | --------------- | ------------------- | -------------- | --------------------- |
| 2003 | Andre Agassi    | Juan Carlos Ferrero | Roger Federer  | Andy Roddick          |
| 2004 | Roger Federer   | Gastón Gaudio       | Roger Federer  | Roger Federer         |
| 2005 | Marat Safin     | Rafael Nadal        | Roger Federer  | Roger Federer         |
| 2006 | Roger Federer   | Rafael Nadal        | Roger Federer  | Roger Federer         |
| 2007 | Roger Federer   | Rafael Nadal        | Roger Federer  | Roger Federer         |
| 2008 | Novak Đoković   | Rafael Nadal        | Rafael Nadal   | Roger Federer         |
| 2009 | Rafael Nadal    | Roger Federer       | Roger Federer  | Juan Martín del Potro |
| 2010 | Roger Federer   | Rafael Nadal        | Rafael Nadal   | Rafael Nadal          |
| 2011 | Novak Đoković   | Rafael Nadal        | Novak Đoković  | Novak Đoković         |
| 2012 | Novak Đoković   | Rafael Nadal        | Roger Federer  | Andy Murray           |
| 2013 | Novak Đoković   | Rafael Nadal        | Andy Murray    | Rafael Nadal          |
| 2014 | Stan Wawrinka   | Rafael Nadal        | Novak Đoković  | Marin Čilić           |
| 2015 | Novak Đoković   | Stan Wawrinka       | Novak Đoković  | Novak Đoković         |
| 2016 | Novak Đoković   | Novak Đoković       | Andy Murray    | Stan Wawrinka         |
| 2017 | Roger Federer   | Rafael Nadal        | Roger Federer  | Rafael Nadal          |
| 2018 | Roger Federer   | Rafael Nadal        | Novak Đoković  | Novak Đoković         |
| 2019 | Novak Đoković   | Rafael Nadal        | Novak Đoković  | Rafael Nadal          |
| 2020 | Novak Đoković   | Rafael Nadal        | Non disputato  | Dominic Thiem         |
| 2021 | Novak Đoković   | Novak Đoković       | Novak Đoković  | Daniil Medvedev       |
| 2022 | Rafael Nadal    | Rafael Nadal        | Novak Đoković  | Carlos Alcaraz        |
| 2023 | Novak Đoković   | Novak Đoković       | Carlos Alcaraz | Novak Đoković         |
| 2024 | Jannik Sinner   | Carlos Alcaraz      | Carlos Alcaraz | Jannik Sinner         |
| 2025 | Jannik Sinner   | Carlos Alcaraz      | Jannik Sinner  |                       |

#### Cronologia dei risultati negli Slam (miglior risultato)
La presente tabella ha inizio nel 2003, anno in cui Federer vinse il suo primo titolo del Grande Slam e termina nel 2022, anno del ritiro di Federer.
| Grand Slam      | 2003 | 2004 | 2005 | 2006 | 2007 | 2008 | 2009 | 2010 | 2011 | 2012 | 2013 | 2014 | 2015 | 2016 | 2017 | 2018 | 2019 | 2020 | 2021 | 2022 | 2023 | 2024 | V/TD  |
| --------------- | ---- | ---- | ---- | ---- | ---- | ---- | ---- | ---- | ---- | ---- | ---- | ---- | ---- | ---- | ---- | ---- | ---- | ---- | ---- | ---- | ---- | ---- | ----- |
| Australian Open | 4TF  | VF   | SFF  | VF   | VF   | VD   | VN   | VF   | VD   | VD   | VD   | FN   | VD   | VD   | VF   | VF   | VD   | VD   | VD   | VN   | VD   | SFD  | 18/22 |
| French Open     | 1TF  | 3TF  | VN   | VN   | VN   | VN   | VF   | VN   | VN   | VN   | VN   | VN   | FD   | VD   | VN   | VN   | VN   | VN   | VD   | VN   | VD   | QFD  | 18/22 |
| Wimbledon       | VF   | VF   | VF   | VF   | VF   | VN   | VF   | VN   | VD   | VF   | FD   | VD   | VD   | SFF  | VF   | VD   | VD   | ND   | VD   | VD   | FD   | FD   | 17/21 |
| US Open         | 4TF  | VF   | VF   | VF   | VF   | VF   | F    | VN   | VD   | FD   | VN   | SFDF | VD   | FD   | VN   | VD   | VN   | 4TD  | FD   | 4TN  | VD   |      | 13/21 |

### ATP Finals

#### Cronologia dei migliori risultati complessivi dei Big Three
| Finali ATP | 2002 | 2003 | 2004 | 2005 | 2006 | 2007 | 2008 | 2009 | 2010 | 2011 | 2012 | 2013 | 2014 | 2015 | 2016 | 2017 | 2018 | 2019 | 2020   | 2021 | 2022 | 2023 | 2024 | V/TD  |
| ---------- | ---- | ---- | ---- | ---- | ---- | ---- | ---- | ---- | ---- | ---- | ---- | ---- | ---- | ---- | ---- | ---- | ---- | ---- | ------ | ---- | ---- | ---- | ---- | ----- |
| Finali ATP | SFF  | VF   | VF   | F    | VF   | VF   | VD   | SFF  | VF   | VF   | VD   | VD   | VD   | VD   | FD   | SFF  | FD   | SFF  | SF D,N | SFD  | VD   | VD   |      | 13/22 |

### Titoli vinti nei tornei più importanti
| Titoli | Titoli        | Tornei del Grande Slam | Tornei del Grande Slam | Tornei del Grande Slam | Tornei del Grande Slam | ATP Finals | Masters 1000 | Masters 1000 | Masters 1000 | Masters 1000 | Masters 1000 | Masters 1000 | Masters 1000 | Masters 1000 | Masters 1000 | Olimpiadi | Grande Slam in carriera | Grande Slam d'Oro | Golden Masters | V-S (%)            |
| Titoli | Titoli        | AO                     | RG                     | WIM                    | USO                    | ATP Finals | IW           | MIA          | MON          | MAD          | ROM          | CAN          | CIN          | SHA          | PAR          | Olimpiadi | Grande Slam in carriera | Grande Slam d'Oro | Golden Masters | V-S (%)            |
| ------ | ------------- | ---------------------- | ---------------------- | ---------------------- | ---------------------- | ---------- | ------------ | ------------ | ------------ | ------------ | ------------ | ------------ | ------------ | ------------ | ------------ | --------- | ----------------------- | ----------------- | -------------- | ------------------ |
| 72     | Novak Đoković | V (10)                 | V (3)                  | V (7)                  | V (4)                  | V (7)      | V (5)        | V (6)        | V (2)        | V (3)        | V (6)        | V (4)        | V (3)        | V (4)        | V (7)        | 2008 2024 | 2016, 2021, 2023        | 2024              | 2018, 2020     | 837–162 (83,8%)    |
| 59     | Rafael Nadal  | V (2)                  | V (14)                 | V (2)                  | W (4)                  | F (2)      | W (3)        | F (5)        | V (11)       | V (5)        | V (10)       | V (5)        | V (1)        | V (1) ¤      | F (1)        | 2008      | 2010, 2022              | 2010              | ×              | 755–154 (83,1%)    |
| 54     | Roger Federer | V (6)                  | V (1)                  | V (8)                  | V (5)                  | V (6)      | V (5)        | V (4)        | F (4)        | V (6) ¤      | F (4)        | V (2)        | V (7)        | V (3) ¤      | V (1)        | 2012      | 2009                    | ×                 | ×              | 822–190 (81,2%)    |
| 185    | Totale        | 66                     | 66                     | 66                     | 66                     | 13         | 104          | 104          | 104          | 104          | 104          | 104          | 104          | 104          | 104          | 2         | 6                       | 2                 | 2              | 2414 – 506 (82,7%) |

### Ranking ATP

registro del ranking ATP dei Big Three e di Andy Murray, stagioni 1999–2021

I Big Three hanno monopolizzato il primo posto nella classifica del singolare maschile ATP dal 2 febbraio 2004 al 6 novembre 2016 e di nuovo dal 21 agosto 2017, per un totale di 877 settimane (equivalenti a oltre 16 anni). Nelle 41 settimane tra il 6 novembre 2016 al 21 agosto 2017 il primo posto del ranking fu di Murray, il quarto dei Big Four. A tutto il 6 novembre 2023, Đoković è stato classificato al primo posto per un record ATP di 398 settimane, Federer per 310 settimane e Nadal per 209 settimane. Ogni giocatore ha occupato la prima posizione alla fine dell'anno almeno cinque volte, con Đoković che detiene il record ATP con sette, mentre Murray una sola volta nel 2016.

#### Cronologia del ranking combinato (miglior risultato)
Aggiornata al 22 gennaio 2024.
| Classifica di fine anno | 2004 | 2005 | 2006 | 2007 | 2008 | 2009 | 2010 | 2011 | 2012 | 2013 | 2014 | 2015 | 2016 | 2017 | 2018  | 2019 | 2020  | 2021 | 2022 | 2023 | 2024  | Totale |
| ----------------------- | ---- | ---- | ---- | ---- | ---- | ---- | ---- | ---- | ---- | ---- | ---- | ---- | ---- | ---- | ----- | ---- | ----- | ---- | ---- | ---- | ----- | ------ |
| Classifica di fine anno | 1 F  | 1 F  | 1 F  | 1 F  | 1 N  | 1 F  | 1 N  | 1 D  | 1 D  | 1 N  | 1 D  | 1 D  | 2 D  | 1 N  | 1 D   | 1 N  | 1 D   | 1 D  | 2 D  | 1 D  |       | Totale |
| Anni al numero 1        |      |      |      |      |      | 5 F  |      |      |      |      |      |      |      |      |       | 5 N  |       |      |      | 8 D  |       | 18     |
| Settimane al numero 1   |      |      |      |      |      |      |      |      |      |      |      |      |      |      | 310 F |      | 209 N |      |      |      | 428 D | 947    |

### Testa a testa
Le rivalità tra i Big Three sono considerate tra le più grandi rivalità tennistiche di tutti i tempi, e sono le tre più prolifiche in campo maschile dell'era Open. A tutto il febbraio del 2022, hanno giocato 148 incontri l'uno contro l'altro, 49 dei quali in eventi del Grande Slam incluse 23 finali, più di qualsiasi altro trio. Attualmente, Đoković è in vantaggio nei testa a testa sia contro Federer che contro Nadal. Federer ha il maggior numero di vittore con bagel (set vinti 6-0) contro gli altri due con quattro, mentre finora ne ha subito solo uno.
| Giocatore     | Đoković | Nadal | Federer | % Vittorie     | % Vittoria in finale |
| ------------- | ------- | ----- | ------- | -------------- | -------------------- |
| Novak Đoković |         | 31-29 | 27–23   | 58-52 (52,7%)  | 28–19 (59,6% )       |
| Rafael Nadal  | 29-31   |       | 24–16   | 53-47 (53%)    | 27–25 (51,9% )       |
| Roger Federer | 23–27   | 16–24 |         | 39–51 (43,3% ) | 16–27 (37,2% )       |

#### Risultati per livello di torneo
| Giocatore     | Tutti i tornei | Tutti i tornei | Tutti i tornei | Tutti i tornei | Tutti i tornei | Grandi Slam | Grandi Slam | Grandi Slam | Grandi Slam | Grandi Slam | Masters 1000 | Masters 1000 | Masters 1000 | Masters 1000 | Masters 1000 | ATP Finals | ATP Finals | ATP Finals | ATP Finals | ATP Finals  |
| Giocatore     | Partite        | V              | S              | %              | In finale      | Partite     | V           | S           | %           | In finale   | Partite      | V            | S            | %            | In finale    | Partite    | V          | S          | %          | In finale   |
| ------------- | -------------- | -------------- | -------------- | -------------- | -------------- | ----------- | ----------- | ----------- | ----------- | ----------- | ------------ | ------------ | ------------ | ------------ | ------------ | ---------- | ---------- | ---------- | ---------- | ----------- |
| Roger Federer | 90             | 39             | 51             | 43%            | 16–27 (37% )   | 31          | 10          | 21          | 32%         | 4–10 (29% ) | 39           | 16           | 23           | 41%          | 8–12 (40% )  | 11         | 7          | 4          | 64%        | 1–2 (33% )  |
| Rafael Nadal  | 99             | 53             | 46             | 54%            | 27–25 (52% )   | 32          | 21          | 11          | 66%         | 11–7 (61% ) | 48           | 25           | 23           | 52%          | 14–12 (54% ) | 10         | 3          | 7          | 30%        | 0–2 (0% )   |
| Novak Đoković | 109            | 57             | 52             | 52%            | 28–19 (60% )   | 35          | 18          | 17          | 51%         | 8–6 (57% )  | 49           | 27           | 22           | 55%          | 12–10 (55% ) | 11         | 6          | 5          | 55%        | 3–0 (100% ) |
| Totale        | 149            | 149            | 149            | 149            | 71             | 49          | 49          | 49          | 49          | 23          | 68           | 68           | 68           | 68           | 34           | 16         | 16         | 16         | 16         | 4           |

#### Risultati per tipo di superficie
Nadal è dominante sulla terra battuta, in particolare agli Open di Francia, dove ha vinto tutti e sei gli incontri contro Federer e otto su dieci contro Đoković.
| Giocatore     | Cemento | Cemento | Cemento | Cemento | Terra Rossa | Terra Rossa | Terra Rossa | Terra Rossa | Erba    | Erba | Erba | Erba |
| Giocatore     | Partite | V       | S       | %       | Partite     | V           | S           | %           | Partite | V    | S    | %    |
| ------------- | ------- | ------- | ------- | ------- | ----------- | ----------- | ----------- | ----------- | ------- | ---- | ---- | ---- |
| Roger Federer | 58      | 29      | 29      | 50%     | 24          | 6           | 18          | 25%         | 8       | 4    | 4    | 50%  |
| Rafael Nadal  | 47      | 16      | 31      | 34%     | 44          | 34          | 10          | 77%         | 8       | 3    | 5    | 38%  |
| Novak Đoković | 65      | 40      | 25      | 62%     | 36          | 12          | 24          | 33%         | 8       | 5    | 3    | 63%  |
| Totale        | 85      | 85      | 85      | 85      | 52          | 52          | 52          | 52          | 12      | 12   | 12   | 12   |

## Confronto nei "Big Titles" singolare maschile
| Torneo                   | Djokovic            | Nadal               | Federer             |
| ------------------------ | ------------------- | ------------------- | ------------------- |
| Grande Slam              | 24                  | 22                  | 20                  |
| ATP Finals               | 7                   | 0                   | 6                   |
| ATP Masters 1000         | 40                  | 36                  | 28                  |
| Olimpiadi                | 1                   | 1                   | 0                   |
| Settimane al nº 1        | 428                 | 209                 | 310                 |
| Numero 1 a fine stagione | 8                   | 5                   | 5                   |
| Testa a testa            | 27-23 (F) 31-29 (N) | 29-31 (D) 24-16 (F) | 23-27 (D) 16-24 (N) |

## Proposte alternative

### Big Four
Alcuni commentatori di tennis, incluso lo stesso Murray, parlarono inizialmente solo di "Big Three" o "Trivalry", visti i minori successi conseguiti da Murray rispetto a quei tre giocatori fino al 2012. Nel 2014, lo statistico Nate Silver etichettò il gruppo come i "Big Three and a Half" (Tre grandi e mezzo). I risultati complessivi di Murray contro i Big Three sono di 29 vittorie e 56 sconfitte (a fine stagione 2017). Tuttavia, Murray è tra i primi dieci in una serie di record dell'era Open, inclusi il numero di quarti di finale, semifinali e finali raggiunte negli Slam, è fino ad oggi l'unico tennista nella storia – sia in campo maschile che in campo femminile – ad aver vinto due medaglie d'oro in singolare ai Giochi Olimpici, e il secondo giocatore dell'era Open (dopo Andre Agassi), ad aver vinto almeno un torneo del Grande Slam in singolare, una Coppa Davis, un oro olimpico in singolare, le ATP Finals e un torneo Masters 1000, oltre a raggiungere il nº 1 nella classifica ATP (risultato tra i Big Three conseguito dal solo Novak Djokovic e solo nel 2024: a Federer manca l'oro olimpico in singolare, Nadal non ha mai vinto le ATP Finals). Murray ha raggiunto il numero 1 del mondo dopo ciascuno dei Big Three, anche se in precedenza aveva trascorso 76 settimane come numero 2. Con i 3 Slam vinti, le due vittorie ai Giochi Olimpici, la finale ATP, il trionfo in Coppa Davis e la sua scalata al primo posto della classifica mondiale, tutti risultati ottenuti dal 2012, Murray fu accostato dai media a Djokovic, Federer e Nadal con l'espressione "Big Four" negli anni attorno alla metà del decennio 2010. 
Ha quindi preso piega il termine "Big Four" per descrivere il quartetto formato da Federer, Nadal, Djokovic e Andy Murray dal 2008 al 2017 circa, anche se il termine è stato ancora usato occasionalmente facendo riferimento al gruppo in quel periodo.
Hanno dominato insieme lo sport dal 2004 in termini sia di classifica che di vittorie nei tornei, inclusi i tornei del Grande Slam e gli ATP Masters 1000, così come le ATP Finals, gli ATP Tour 500 e i Giochi Olimpici. Sono stati una parte fondamentale di quella che, dal 2006, è stata etichettata come una nuova "epoca d'oro" nel tennis.
Federer è stato il primo a emergere con la vittoria a Wimbledon nel 2003 ed è diventato il numero 1 del mondo dopo aver vinto gli Australian Open nel 2004. Nadal ha seguito nel 2005, con il suo primo trionfo all'Open di Francia nel quale batté Federer, e il duo ha occupato i primi due posti nella classifica ATP da luglio 2005 ad agosto 2009. Djokovic, dal 2007, poi Murray, dalla fine del 2008, hanno conteso sempre più costantemente il dominio di Federer e Nadal. Nel 2011, Nadal dichiarò che il periodo del suo dominio congiunto con Federer era terminato, a causa dell'ascesa di Djokovic e successivamente Murray. Djokovic è stato dominante dall'inizio del 2011, avvicinandosi o superando gradualmente i risultati in carriera di Federer e Nadal. Nonostante le interruzioni occasionali, per infortunio da parte dei singoli membri dei Big Four, hanno mantenuto il loro predominio negli Slam fino a oggi. L'emergere di nuovi giocatori (i "Next Gen") ha limitato le loro vittore alle ATP Finals e nei Master 1000 a partire dal 2017.
I Big Four hanno tenuto regolarmente i primi quattro posti nelle classifiche di fine anno tra il 2008 e il 2013 e si sono classificati tutti tra i primi quattro al mondo a fine anno dal 2008 al 2012, il periodo di dominio più lungo per qualsiasi quartetto di giocatori nella storia del tennis. Dal 2007 al 2019, le prime tre posizioni nelle classifiche di fine anno sono state appannaggio dei Big Four dieci volte, le altre tre volte (2013, 2016 e 2017) almeno uno dei Big Four era infortunato. Hanno tenuto il primo posto del ranking ininterrottamente dal 2 febbraio 2004 al 27 febbraio 2022, Djokovic è stato il numero 1 al mondo per un record di 361 settimane, Federer per 310 settimane, Nadal per 209 settimane e Murray per 41 settimane. Il 28 febbraio 2022 è salito al primo posto mondiale Daniil Medvedev, primo giocatore a riuscirci al di fuori dei Big Four, interrompendo la loro egemonia che durava da oltre 18 anni. Il 14 marzo 2021 Medvedev era già salito alla seconda posizione mondiale, e aveva interrotto il monopolio che i Big Four avevano tenuto sulle prime due posizioni del ranking mondiale dal 25 luglio 2005.
Nelle tre Olimpiadi disputate tra il 2008 e il 2016 i Big Four hanno vinto cinque medaglie d'oro (Murray e Nadal con due a testa in singolo e/o doppio, Federer con una in doppio), due medaglie d'argento (Murray e Federer) e una medaglia di bronzo (Djokovic).
Tuttavia, data l'uscita di Murray dall'élite del tennis causa infortuni dopo i trionfi nel 2016 e il continuo dominio dei Big Three fino alla fine del 2019, l'etichetta "Big Four" è stata confinata al periodo 2008-2017.

### Big Five
Occasionalmente venne affermato che l'era dominata da Nadal, Djokovic, Federer e Murray, poteva essere etichettata come era dei "Big Five", con Juan Martín del Potro, Marin Čilić e Stan Wawrinka suggeriti a rotazione come aggiunta agli allora Big Four. Wawrinka fu in quel periodo l'unico giocatore non dei Big Four ad aver vinto più titoli Slam con tre successi (lo stesso numero di Murray), sconfiggendo Djokovic e Nadal sulla strada per il titolo dell'Australian Open 2014, Federer e Djokovic per vincere l'Open di Francia 2015 e Djokovic per vincere gli US Open 2016. Detiene anche un bilancio positivo nelle finali di singolare del Grande Slam, vincendone tre su quattro (unica sconfitta contro Nadal al Roland Garros 2017), al contrario di Murray che ne vinse solo tre su undici (il 27,27%). Tuttavia, Wawrinka raggiunse sette finali del Grande Slam in meno, vinse 13 titoli Masters 1000 in meno rispetto a Murray e non andò mai oltre la terza posizione nella classifica mondiale. Lo stesso Wawrinka escluse l'idea di aver fatto parte dei "Big Five", ritenendosi molto inferiore rispetto a Murray.

### Annotazioni
1. 1 2  Non disputato per la pandemia di COVID-19.
2. ↑  Novak Đoković è stato squalificato durante l'incontro del quarto turno degli US Open 2020.
3. ↑  Giocato come Hamburg Masters fino al 2008, e Madrid Masters dal 2009.
4. ↑  Giocato come Madrid Masters dal 2002 al 2008, e Shanghai Masters dal 2009.

### Fonti
1. ↑   Novak Djokovic, Rafa Nadal e Roger Federer: come si misurano i Big Three del tennis?, su infodata.ilsole24ore.com, 22 gennaio 2022.
2. ↑   Paolo Franci, Nadal salva il dominio dei Big Three Dal 2003 comandano sempre loro, su quotidiano.net, 1º febbraio 2022.
3. ↑  (EN) Charlie Eccleshare, Roger Federer, Rafael Nadal and Novak Djokovic head to US Open with 'Big Three' more dominant than ever, in The Daily Telegraph, 27 agosto 2018. URL consultato il 19 febbraio 2020.
4. ↑  (EN) Chris Chase, Federer, Nadal and Djokovic: Ranking the Big Three rivalries, in USA Today, 21 agosto 2018. URL consultato il 19 febbraio 2020.
5. ↑   Riccardo Crivelli, capitolo 1 - Federer, Nadal, Djokovic, i tre tenori del tennis mondiale, in Rodolfo Lisi, Tutto Tennis, Edizioni DrawUp, 2019, ISBN 889369221X.
6. ↑   Azzolini Daniele, Andy Murray e Novak Djokovic, in Maestri miei diletti: Tennis, il romanzo delle ATP Finals, Absolutely Free Editore, 2022, ISBN 8868582465.
7. ↑  (EN) Big 3 Dominance: Nadal, Djokovic, Federer Top Year-end Rankings, su tennis.com, 26 novembre 2019.
8. ↑  (EN) Nine To Shine: Djokovic Claims Historic Cincy Crown, su atptour.com. URL consultato il 7 gennaio 2020.
9. ↑  (EN) 2000-2009 The Decade in Tennis, su essentialtennis.com. URL consultato il 31 gennaio 2013.
10. ↑  (EN) DEUX: DEATH ON THE DIRT, su tennis.com. URL consultato il 20 maggio 2014.
11. ↑  (EN) ROGER'S RESULTS 1998, su rogerfederer.com. URL consultato il 7 giugno 2009 (archiviato dall'url originale il 29 dicembre 2006).
12. ↑  (EN) 2005: Marat Safin Wins His Last Title at The Australian Open, su bleacherreport.com. URL consultato il 31 gennaio 2013.
13. ↑  (EN) Wimbledon 2006: The Duel, su tennis.com. URL consultato l'8 novembre 2008 (archiviato dall'url originale l'8 luglio 2006).
14. ↑  (EN) No. 1 seed Federer upset by Spanish teenager, in USA Today, 28 marzo 2004. URL consultato il 5 febbraio 2013.
15. ↑  (EN) 2007: Federer Wins Australian Open Without Dropping a Set, su bleacherreport.com. URL consultato il 31 gennaio 2013.
16. 1 2  (EN) Kevin Mitchell, The friendship and rivalry of Andy Murray and Novak Djokovic, in The Guardian, 22 maggio 2011. URL consultato il 5 febbraio 2013.
17. ↑  (EN) Tennis-Youngsters excel in 2005 (1), su filgoal.com. URL consultato il 5 febbraio 2013 (archiviato dall'url originale il 22 febbraio 2014).
18. ↑  (EN) Eleanor Preston, Djokovic rubs salt into Murray's wound, in The Guardian, 29 giugno 2007. URL consultato il 5 febbraio 2013.
19. 1 2 3  (EN) Novak Djokovic - Ranking History, su atptour.com.
20. ↑  (EN) Novak Djokovic Q&A, su news.bbc.co.uk, 1º novembre 2007. URL consultato il 5 febbraio 2013.
21. ↑  (EN) Injured Murray out of Wimbledon, su news.bbc.co.uk, 24 giugno 2007. URL consultato il 15 febbraio 2013.
22. ↑  (EN) Djokovic upsets Federer in straight sets, su abc.net.au.
23. ↑  (EN) Tsonga stuns Nadal to reach final, su news.bbc.co.uk, 24 gennaio 2008.
24. ↑  (EN) Paul Newman, Djokovic keeps up Murray gap, su independent.co.uk, 16 ottobre 2008. URL consultato il 22 febbraio 2013.
25. ↑  (EN) BBC SPORT – Tennis – Brutal Nadal sweeps aside Murray, su news.bbc.co.uk, 2 luglio 2008.
26. ↑  (EN) Bruce Jenkins, The Greatest Match Ever, in San Francisco Chronicle, 7 luglio 2008. URL consultato il 14 febbraio 2009 (archiviato dall'url originale l'11 febbraio 2009).
27. ↑  (EN) Richard Alleyne, Wimbledon 2008: John McEnroe hails Rafael Nadal victory as greatest final ever, su telegraph.co.uk, 7 luglio 2008. URL consultato il 14 febbraio 2009 (archiviato dall'url originale il 4 febbraio 2009).
28. ↑  (EN) Piers Newbery, Wimbledon 2008, in BBC Sport, 6 luglio 2008. URL consultato il 22 febbraio 2013.
29. ↑  (EN) Murray trumps Nadal to reach US Open final, su theguardian.com.
30. ↑  (EN) Djokovic moves into Shanghai semis as Tsonga crashes out, su theguardian.com.
31. ↑  (EN) Rusedski on the 'big four' of men's tennis, su news.bbc.co.uk, 21 maggio 2009. URL consultato il 22 febbraio 2013.
32. ↑  (EN) Nadal wins battle for place in history by edging past Federer in Melbourne, su theguardian.com.
33. ↑  (EN) Rafael Nadal's Wimbledon withdrawal leaves door open for Andy Murray, su theguardian.com.
34. ↑  (EN) Roger Federer wins at Roland Garros to enter pantheon of grand slam greats, su theguardian.com.
35. ↑  (EN) Federer wins record 15th Grand Slam, su cbc.ca.
36. ↑  (EN) Andy Murray beats Juan Martin Del Potro to win Rogers Cup, su theguardian.com.
37. ↑  (EN) Roger Federer enters sixth consecutive US Open final defeating Novak Djokovic, su tennisnewsonline.com (archiviato dall'url originale il 5 novembre 2013).
38. ↑  (EN) Juan Martín del Potro crushes Rafael Nadal to meet Roger Federer in final, su theguardian.com.
39. 1 2  (EN) Jonathan Clegg, We Are the Champions, in The Wall Street Journal. URL consultato il 25 marzo 2013.
40. ↑  (EN) Rafael Nadal: Why This Clay Court Season Might Not Be As Easy As the Last One, su bleacherreport.com. URL consultato il 25 marzo 2013.
41. ↑  (EN) 2010 PLAYERS OF THE YEAR - DJOKOVIC, MURRAY, SODERLING, su atpworldtour.com. URL consultato il 25 marzo 2013 (archiviato dall'url originale il 13 dicembre 2010).
42. ↑  (EN) Stephen Tignor, The 10 Greatest Men's Seasons: No. 3, Djokovic's 2011, su tennis.com. URL consultato l'8 dicembre 2011.
43. ↑  (EN) After putting on 'couch potato' weight in retirement, Pete Sampras is fit again and playing competitively, su palmbeachpost.com (archiviato dall'url originale l'8 ottobre 2011).
44. ↑  (EN) "Big Four" set to battle for U.S. Open title, in Reuters, 10 settembre 2011. URL consultato il 9 luglio 2013.
45. ↑  (EN) Djokovic's 2011 season: the greatest of all time?, su rte.ie. URL consultato il 9 luglio 2013.
46. ↑  (EN) Alexandra Willis, Andy Murray to leap-frog Roger Federer in world rankings after beating David Ferrer to win Shanghai, in Daily Telegraph, 16 ottobre 2011. URL consultato il 9 luglio 2013.
47. ↑  (EN) Murray kicks off 2012 against Kukushkin, su espn.co.uk. URL consultato il 9 luglio 2013.
48. ↑  (EN) Alexandra Willis, ATP World Tour Finals 2011: time is still on Andy Murray's side says Ivan Lendl, in Daily Telegraph, 19 novembre 2011. URL consultato il 9 luglio 2013.
49. ↑  (EN) Andy Murray finally cemented in tennis ‘Big Four’, su onestowatchmedia.com. URL consultato il 9 luglio 2013 (archiviato dall'url originale il 20 agosto 2013).
50. 1 2  (EN) Katy Murrells, Andy Murray's US Open win, press review: 'The Big Three is the Big Four', in The Guardian, 11 settembre 2012. URL consultato il 31 gennaio 2013.
51. ↑  (EN) TOP ACHIEVEMENTS OF 2012: ROGER FEDERER TOPPLES SAMPRAS RECORD, su blogs.bettor.com. URL consultato il 9 luglio 2013 (archiviato dall'url originale il 26 dicembre 2012).
52. ↑  (EN) Nadal: I wasn’t ready to play in 2012 Wimbledon, su rappler.com. URL consultato il 9 luglio 2013.
53. ↑  (EN) Darren Walton, Novak Djokovic creates Australian Open history by winning third straight title at Melbourne Park, su news.com.au, 28 gennaio 2013. URL consultato il 27 gennaio 2013 (archiviato dall'url originale il 28 gennaio 2013).
54. ↑  (EN) Australian Open Men’s Final Open Thread: Novak Djokovic v Andy Murray, su tennis-x.com. URL consultato il 26 gennaio 2013.
55. ↑  (EN) Piers Newbery, Rafael Nadal beats David Ferrer to win eighth French Open title, su bbc.co.uk. URL consultato il 4 febbraio 2014.
56. ↑  (EN) Novak Djokovic beats Rafael Nadal to win Monte Carlo Masters title, su bbc.co.uk. URL consultato il 4 febbraio 2014.
57. ↑  (EN) Paul Newman, Wimbledon 2013: So long, Roger Federer and Rafa Nadal. It used to be the Big Four – now it's Novak Djokovic vs Andy Murray, in The Independent, 26 giugno 2013. URL consultato il 4 febbraio 2014.
58. ↑  (EN) FEDERER REFLECTS ON MISTAKES OF PLAYING INJURED, su tennis.com.
59. ↑  (EN) Andy Murray beats Novak Djokovic to win Wimbledon, su bbc.co.uk. URL consultato il 4 febbraio 2014.
60. ↑  (EN) Rafael Nadal beats Novak Djokovic to win second US Open title, su bbc.co.uk. URL consultato il 4 febbraio 2014.
61. ↑  (EN) Novak Djokovic - Career Player Activity, su atptour.com.
62. ↑  (EN) Andy Murray to undergo minor surgery in bid to solve back problem, su theguardian.com. URL consultato il 4 febbraio 2014.
63. ↑  (EN) Federer reflects on mistakes of playing injured, su tennis.com. URL consultato il 22 maggio 2015.
64. ↑  (EN) The Economic Times: What's on the cards for the big three, in The Times of India, 10 gennaio 2014. URL consultato il 27 gennaio 2014.
65. ↑  (EN) With Roger Federer's loss, have we seen the end of the Big Four?, su theroar.com.au. URL consultato l'11 novembre 2013.
66. ↑  (EN) Swiss tennis star Roger Federer confident of bouncing back to form, su scmp.com. URL consultato l'11 novembre 2013.
67. ↑  (EN) No more 'Big Four' for faltering Fed, su sports.xin.msn.com. URL consultato l'11 novembre 2013 (archiviato dall'url originale il 12 novembre 2013).
68. ↑  (EN) Nadal shines, Federer fades as big four becomes three, su hindustantimes.com. URL consultato il 6 gennaio 2014 (archiviato dall'url originale il 18 dicembre 2013).
69. ↑  (EN) Waiting for the Big 4's demise? You may be waiting a long time, su tennis.com. URL consultato il 27 aprile 2014.
70. ↑  (EN) WINDS OF (NO) CHANGE, su tennis.com. URL consultato il 27 aprile 2014.
71. 1 2  (EN) Tennis: Nishikori sees new generation threatening 'Big Four', su channelnewsasia.com. URL consultato il 4 febbraio 2014 (archiviato dall'url originale il 22 febbraio 2014).
72. ↑  (EN) Ranking - Singles, su atptour.com, 27 gennaio 2014.
73. ↑  (EN) Andy Murray six in world rankings, Stanislas Wawrinka up to three, su bbc.co.uk. URL consultato il 27 gennaio 2014 (archiviato dall'url originale il 2 gennaio 2019).
74. ↑  (EN) BERDYCH: "WAWRINKA SHOWED US IT IS POSSIBLE TO WIN", su atpworldtour.com. URL consultato il 12 febbraio 2014 (archiviato dall'url originale il 2 marzo 2014).
75. 1 2 3 4 5  (EN) Novak Djokovic - Career Player Activity, su atptour.com.
76. ↑  (EN) Djokovic defeats Nadal in three sets to win Rome Masters, su tennis.com, 18 maggio 2014. URL consultato il 26 maggio 2014.
77. ↑  (EN) Rafael Nadal wins Madrid Masters after Kei Nishikori retires, su bbc.co.uk, 11 maggio 2014. URL consultato il 26 maggio 2014.
78. ↑  (EN) Andy Murray: World ranking drops to 10th – lowest since 2008, in BBC Sport, 3 luglio 2014. URL consultato il 4 luglio 2014.
79. ↑  (EN) Wimbledon 2014: Is the end near for Nadal, Murray, Djokovic & Co?, in BBC Sport, 4 luglio 2014. URL consultato il 4 luglio 2014.
80. ↑  (EN) Wimbledon: Young guns Milos Raonic and Grigor Dimitrov look to progress, su www1.skysports.com, 4 giugno 2014. URL consultato il 4 giugno 2014.
81. ↑  (EN) Novak Djokovic beats Roger Federer to win Wimbledon title, in BBC Sport, 6 luglio 2014. URL consultato il 18 agosto 2014.
82. ↑  (EN) Roger Federer beats David Ferrer to claim Cincinnati title, in BBC Sport, 18 luglio 2014. URL consultato il 18 luglio 2014.
83. ↑  (EN) Rafael Nadal withdraws from 2014 U.S. Open with right wrist injury, su tennis.com, 18 agosto 2014. URL consultato il 18 agosto 2014.
84. ↑  (EN) Lightning Strikes Twice, su tennis.com, 8 settembre 2014. URL consultato l'11 settembre 2014.
85. ↑  (EN) Andy Murray beats Tommy Robredo to win Valencia Open, in BBC Sport, 26 ottobre 2014. URL consultato il 27 ottobre 2014.
86. ↑  (EN) Roger Federer out of ATP World Tour final v Novak Djokovic, 16 novembre 2014. URL consultato il 28 gennaio 2015.
87. ↑  (EN) Roger Federer finishes the job to clinch Swiss triumph, in The Independent, 23 novembre 2014. URL consultato il 28 febbraio 2015.
88. ↑  (EN) Steve Tignor, They Had One Job, su tennis.com, 30 gennaio 2015. URL consultato il 31 gennaio 2015.
89. ↑  (EN) Alix Ramsay, Gang of Four still supreme, su ausopen.com, 30 gennaio 2015. URL consultato il 31 gennaio 2015 (archiviato dall'url originale il 31 gennaio 2015).
90. ↑  (EN) Australian Open 2015: What did we learn Down Under?, in Sky Sports, 2 febbraio 2015. URL consultato l'8 febbraio 2015.
91. ↑  (EN) Michael Beattie, Winners and losers: The men, su ausopen.com, 1º febbraio 2015. URL consultato l'8 febbraio 2015 (archiviato dall'url originale l'8 febbraio 2015).
92. 1 2 3  (EN) Andy Murray - Career Player Activity, su atptour.com.
93. 1 2  (EN) Rafael Nadal - Ranking History, su atptour.com.
94. ↑  (EN) Wimbledon 2015: Roger Federer beats Andy Murray, su bbc.co.uk. URL consultato il 6 settembre 2015.
95. ↑  (EN) Roger Federer to miss Rio 2016 Olympics and rest of season with knee injury, su bbc.com. URL consultato il 26 luglio 2016.
96. 1 2  (EN) Roger Federer - Ranking History, su atptour.com.
97. ↑  (EN) Rio Olympics 2016: Novak Djokovic beaten by Juan Martín del Potro in first round, su bbc.co.uk, 8 agosto 2016. URL consultato il 17 agosto 2016.
98. 1 2  (EN) Rio Olympics 2016: Andy Murray wins tennis gold for Great Britain, su bbc.co.uk, 15 agosto 2016. URL consultato il 17 agosto 2016.
99. ↑  (EN) Singles Ranking, su atptour.com, 26 dicembre 2016.
100. 1 2   La stampa italiana sul ritiro di Murray (Scanagatta, Crivelli, Clerici, Semeraro, Azzolini). Seppi invece suona la nona (Viggiani), su ubitennis.com, 12 gennaio 2019. URL consultato il 24 marzo 2021.
101. ↑  (EN) Wimbledon 2017: Andy Murray top seed ahead of Djokovic, Federer & Nadal, in BBC Sport, 28 giugno 2017. URL consultato il 29 giugno 2017.
102. ↑  (EN) Tennis rankings: Big Four the ATP top four again; Johanna Konta hits career-high of 4th in WTA list, su sportinglife.com. URL consultato il 7 gennaio 2020.
103. ↑  (EN) Novak Djokovic: Twelve-time Grand Slam champion will not play again in 2017, in BBC Sport, 26 luglio 2017. URL consultato il 26 luglio 2017.
104. ↑  (EN) Andy Murray: World number two 'most likely' to miss rest of season with hip injury, in BBC Sport, 6 settembre 2017. URL consultato il 18 settembre 2017.
105. ↑  (EN) Rafael Nadal beats Stefanos Tsitsipas to win 11th Barcelona Open title, su bbc.com.
106. ↑  (EN) Federer reveals long-standing hand injury, su sports.yahoo.com. URL consultato il 7 gennaio 2020 (archiviato dall'url originale il 12 luglio 2020).
107. ↑  (EN) NADAL: ‘UNFORGETTABLE’ RUN TO VICTORY IN MADRID, su daviscup.com. URL consultato il 18 febbraio 2022.
108. ↑  (EN) Rafael Nadal wins Davis Cup for hosts Spain against Canada, su metro.co.uk. URL consultato il 7 gennaio 2020.
109. ↑  (EN) ATP Finals: Alexander Zverev advances to semis; Rafael Nadal finishes year as World No. 1, su indiatoday.in. URL consultato il 7 gennaio 2020.
110. ↑  (EN) Daniil Medvedev - Ranking History, su atptour.com.
111. ↑  (DE) Djokovic zum achten Mal Australian-Open-Champion, su sueddeutsche.de. URL consultato il 2 febbraio 2020.
112. 1 2  (EN) ROGER FEDERER SAYS "WORST IS BEHIND ME," AIMING FOR COMEBACK FROM KNEE SURGERY NEXT SEASON, su tennis.com, 20 settembre 2021.
113. ↑  (EN) Rafael Nadal withdraws from US Open amid COVID-19 concerns, su cbssports.com.
114. ↑  (EN) Carreno Busta Advances To US Open QFs, Djokovic Defaulted, su atptour.com.
115. ↑  (EN) Ranking - Singles, su atptour.com, 28 dicembre 2020.
116. 1 2   Federica Cocchi, Buffo, isterico e talentuoso. Ecco Medvedev, ”imbucato” alla festa dei grandi, su gazzetta.it, 15 marzo 2021. URL consultato il 16 marzo 2021.
117. ↑  (EN) Dannil Medvedev - Ranking History, su atptour.com.
118. ↑  (EN) Nadal Withdraws From Wimbledon, Olympic Games, su atptour.com. URL consultato il 18 febbraio 2022.
119. ↑  (EN) Stats: Novak Djokovic ties Roger Federer, Rafael Nadal's 20 Grand Slams with 6th Wimbledon title, su espn.com. URL consultato l'11 luglio 2021.
120. ↑  (EN) Tokyo 2020 Olympics: Novak Djokovic beaten by Alexander Zverev in Olympic semi-final, in Sky Sports, 30 luglio 2021. URL consultato il 31 luglio 2021.
121. ↑  (EN) Nadal To Miss US Open, Rest Of 2021 Season, su atptour.com, 20 agosto 2021. URL consultato il 18 febbraio 2022.
122. ↑  (EN) Ranking - Singles, su atptour.com, 27 dicembre 2021.
123. ↑  (EN) Immigration Minister Alex Hawke cancels Novak Djokovic's visa, su abc.net.au, 14 gennaio 2022. URL consultato il 14 gennaio 2022.
124. ↑  (EN) ‘Extremely disappointed’ Novak Djokovic flees Australia tonight, su news.com.au, 16 gennaio 2022. URL consultato il 16 gennaio 2022.
125. ↑  (EN) ‘One of the most extraordinary things I’ve ever seen‘: The ‘sheer absurdity’ of Rafa’s Open miracle, su foxsports.com.au.
126. 1 2   Medvedev numero 1 del ranking ATP: tutti i numeri 1 della storia, su sport.sky.it, 28 feb 2022.
127. 1 2  (EN) Dare To Dream: Daniil’s No. 1 Destiny Now A Reality, su atptour.com.
128. ↑   Clamoroso Djokovic, eliminato a Dubai! Perde il numero 1 al mondo contro un carneade, su fanpage.it. URL consultato il 28 febbraio 2022.
129. ↑   ATP Ranking: è risorto il sole sul regno di Novak Djokovic. Sinner (ri)lascia la top 10, su ubitennis.com. URL consultato il 1º aprile 2022.
130. ↑   Nadal fuori 4-6 settimane, frattura da stress alle costole, su ubitennis.com. URL consultato il 1º aprile 2022.
131. ↑   Roger Federer annuncia il ritiro: "La Laver Cup sarà il mio ultimo torneo". Il tennis deve dire addio al suo Re, su ilfattoquotidiano.it, 15 settembre 2022. URL consultato il 15 settembre 2022.
132. ↑   Nadal: "Non giocherò il Roland Garros. Il 2024 sarà l'ultimo anno della mia carriera", su gazzetta.it, 18 maggio 2023.
133. ↑   Rafael Nadal withdraws from US Open, says Laver Cup next event, su espn.com, 7 agosto 2024.
134. ↑   G. B. Olivero, Us Open, cadono le stelle! Dopo Alcaraz, anche Djokovic: Popyrin lo batte in 4 set. E Sinner ride..., su gazzetta.it, 31 agosto 2024.
135. ↑  (EN) Nuno Borges defeats Rafael Nadal for Bastad title, su atptour.com.
136. ↑  (EN) Rivalries of The Decade, su atpworldtour.com, 18 dicembre 2009.
137. ↑  (EN) Greatest rivalry of the 21st century?, su sports.espn.go.com, 3 febbraio 2009.
138. ↑  (EN) Federer-Rafa still the best rivalry, su espn.go.com, 7 novembre 2010.
139. ↑  (EN) Rivalries reach new heights, su australianopen.com, 25 gennaio 2013 (archiviato dall'url originale il 27 gennaio 2013).
140. ↑  (EN) Đoković Seeks Big Four Supremacy in Semifinal With Federer, in New York Times, 26 gennaio 2016.
141. ↑  (EN) The Big 3: Bagels served and received by each of the 3 greats of Tennis, su firstsportz.com.
142. ↑  (EN) Murray: Not there yet with Big 3, su tennis.com. URL consultato il 31 gennaio 2013.
143. ↑  (EN) Roger Federer, Rafael Nadal, Novak Djokovic: A Trivalry in Men's Tennis, su bleacherreport.com.
144. ↑  (EN) When will anyone, besides Big 3, win a major?, in USA Today, 21 giugno 2012. URL consultato il 31 gennaio 2013.
145. ↑  (EN) McEnroe and Wade, if you think I'm a drama queen, look at the pictures of the eight-inch needle stuck in my back, su dailymail.co.uk. URL consultato il 19 febbraio 2022.
146. ↑  (EN) Tennis Has A Big Three-And-A-Half, su fivethirtyeight.com. URL consultato il 7 novembre 2016.
147. ↑  (EN) Kevin Mitchell, Andy Murray is the 26th men's No1 in tennis – but how does he compare?, in The Guardian. URL consultato il 7 novembre 2016.
148. ↑  (EN) Andy Murray Rises To No. 1, su atpworldtour.com. URL consultato il 7 novembre 2016.
149. ↑  (EN) Simon Briggs, Andy Murray's Grand Slam victory gives 'Big Four' extra strength in fight for more prize money, in Daily Telegraph, 12 settembre 2012. URL consultato il 31 gennaio 2013.
150. ↑  (EN) Andy Murray's Paris title closure on an unforgettable week, su espn.co.uk. URL consultato il 7 novembre 2016.
151. ↑  (EN) Preview: Tennis 'Big Four' set to battle for U.S. Open title, su uk.reuters.com, 9 settembre 2011.
152. ↑  (EN) Can anyone upset the Big Four?, su nbcsports.msnbc.com. URL consultato il 26 gennaio 2013 (archiviato dall'url originale il 5 febbraio 2012).
153. ↑  (EN) Why Rafael Nadal is the Odd One Out of the “Big Four”, su lastwordonsports.com, 21 marzo 2021.
154. ↑   Enzo Anderloni, I fab four al tempo del covid-19: che fine ha fatto il supergruppo?, su supertennis.tv, 30 giugno 2020.
155. ↑   Stefano Semeraro, I Fab Four. Federer, Nadal, Murray, Djokovic: vent’anni di sfide che hanno cambiato il tennis, Sonzogno, 2021, ISBN 978-8845401626.
156. ↑  (EN) Paul Newman, Golden era of tennis, in The Independent, 1º dicembre 2010.
157. ↑  (EN) Andre's back, su australianopen.com, 25 gennaio 2012 (archiviato dall'url originale il 29 ottobre 2013).
158. ↑  (EN) Novak Djokovic is one of the greatest tennis players ever, says Pat Cash, su metro.co.uk.
159. ↑  (EN) Rafael Nadal - Titles and Finals, su atptour.com.
160. ↑  (EN) NADAL-FEDERER DOMINANCE IS OVER, DECLARES RAFA, su atpworldtour.com (archiviato dall'url originale il 12 agosto 2011).
161. ↑  (EN) Men's Tennis: The Big One, Big Two, Big Three or Big Four?, su bleacherreport.com. URL consultato il 1º febbraio 2013 (archiviato dall'url originale il 23 aprile 2012).
162. ↑  (EN) Fedex ATP Rankings - Singles - 2005.07.25, su atptour.com. URL consultato il 16 marzo 2021.
163. ↑  (EN) HOW ANDY MURRAY TURNED HIMSELF INTO A NO. 1 PLAYER AT AGE 29, su tennis.com. URL consultato il 7 gennaio 2020.
164. ↑  (EN) Age and era make Andy Murray's ascent to No.1 truly remarkable, su espn.com. URL consultato il 7 gennaio 2020.
165. ↑  (EN) ANDY MURRAY BEAT NOVAK DJOKOVIC AND CLINCHED NO. 1 IN TRUE BIG-4 STYLE, su tennis.com. URL consultato il 7 gennaio 2020.
166. ↑  (EN) The Era of "Fab Five" Is Upon Us, su bleacherreport.com.
167. ↑  (EN) Marin Čilić’s US Open victory begs question: does tennis have a new big 5?, su news.com.au.
168. ↑  (EN) The Seven Players Who Could Win Their First Grand Slam, su atptour.com. URL consultato il 7 gennaio 2020.
169. ↑  (EN) French Open champion Stan Wawrinka can make 'Big Four' the new 'Big Five', says Barry Cowan, su skysports.com.
170. ↑  (EN) INTERVIEW-Tennis-Wawrinka doesn't want Big Four to become Fab Five, su uk.reuters.com.
171. ↑  (EN) How the Fab Five has ruled the tennis world, su espn.go.com.
172. ↑  (EN) Andy Murray growing in belief after reaching French Open semi-finals, su skysports.com.
173. ↑  (EN) Steve Keating, Membership in Big Four not of huge interest for Wawrinka, in Reuters, 12 settembre 2016.